# Edinson Cavani
Edinson Roberto Cavani Gómez (Salto, 14 de febrero de 1987) es un futbolista uruguayo que juega como delantero en el Club Atlético Boca Juniors de la Primera División de Argentina. Desde 2008 a 2024, fue internacional absoluto con la selección de Uruguay. Es ampliamente considerado como uno de los mejores delanteros de su generación y uno de los mejores futbolistas uruguayos de la historia.
En el año 2021 ostentaba el récord de ser el uruguayo más ganador de la historia, con 25 títulos.
Es según los portales expertos en estadísticas históricas de Rec.Sport.Soccer Statistics Foundation y Federación Internacional de Historia y Estadística de Fútbol (IFFHS), el cuarto máximo goleador sudamericano de toda la historia en los campeonatos de Primera División de Europa con 262 goles y es el cuarto sudamericano con más goles en competiciones europeas (Champions League y Europa League), con 55 tantos. En enero de 2020, Cavani se convirtió en el tercer jugador uruguayo en superar la barrera de los 400 goles oficiales después de Luis Suárez y Sebastián Abreu.
Es el máximo goleador uruguayo en la historia de la UEFA Champions League (35 goles) y también de la UEFA Europa League (20 goles). Esto lo convierte en el máximo goleador uruguayo en competiciones europeas y en competiciones internacionales.
En el año 2013, con 29 goles en 34 partidos quedó tercero en la clasificación de la Bota de Oro 2012-13. Además, la IFFHS lo nombraría el segundo máximo goleador mundial en Primera División en el año 2017.
Es el segundo máximo goleador de la historia del Paris Saint-Germain con 200 goles por detrás de Kylian Mbappé, el sexto en la historia del Napoli con 104 goles y el noveno en la historia del Palermo con 37 goles.
Comenzó su carrera jugando para el Danubio de Montevideo, donde jugó dos años antes de trasladarse al Palermo de Italia en 2007. Pasó cuatro temporadas en el club, anotando 44 goles en 109 apariciones en la liga. En 2010 fue traspasado al Napoli, equipo al que había llegado a préstamo, antes de comprarlo por un total de 19 millones de euros. En la temporada 2011-12 ganó su primer título en el club, la Copa de Italia, en la que fue el máximo goleador con cinco goles. Con Napoli, Edinson Cavani logró 33 goles en cada una de sus dos primera temporadas, seguido de 38 goles en su tercera temporada, donde también terminó como máximo goleador de la Serie A con 34 goles en la liga, esto le valió su nominación al Balón de Oro 2013.
El 16 de julio de 2013 fue transferido al París Saint-Germain por 68 millones de euros, lo que lo convirtió en su momento en el fichaje más caro en la historia del fútbol francés y el quinto más caro en la historia del fútbol.
En la temporada 2016-17 fue el máximo artillero de la Ligue 1 (35 goles) y de su club, con 49 goles en 50 partidos. También fue uno de los goleadores de esa edición de la Liga de Campeones. Fue nombrado «Mejor Jugador del Año de la Ligue 1» de esa temporada. Fruto de estos logros, fue nominado al Balón de Oro de 2017.
Con París Saint-Germain ha ganado seis campeonatos de Ligue 1, cuatro Copas de la Liga y tres Copas de Francia, además de cuatro Supercopas de Francia.
Durante su tiempo en la Serie A, Cavani fue nombrado tres veces en el Equipo del Año de la Serie A y fue el máximo goleador de la Serie A en la temporada 2012-13. Durante su tiempo en la Ligue 1, fue nombrado tres veces en el Equipo del Año de la Ligue 1 de la UNFP, fue galardonado como Jugador del Año de la Ligue 1 en la temporada 2016-17 y fue el máximo goleador de la liga en la temporada 2016-17 y 2017-18. Fue galardonado con el Golden Foot en el 2018 por sus logros en el fútbol.
Fue internacional absoluto con la selección uruguaya. Anotó en su debut contra Colombia el 6 de febrero de 2008, y desde entonces participó en 128 partidos y marcado 54 goles internacionales, es hasta el momento el segundo máximo goleador histórico de la selección uruguaya, solo por debajo de Luis Suárez. Con Uruguay ha participado en nueve grandes torneos internacionales: el Mundial 2010, la Copa América 2011, la Copa Confederaciones 2013, el Mundial 2014, la Copa América 2015, la Copa América Centenario, el Mundial 2018, la Copa América 2019 y la Copa América 2021. Anotó una vez en la Copa Mundial 2010 para ayudar a Uruguay a ocupar el cuarto lugar en el torneo, y en 2011 formó parte del equipo uruguayo que ganó el 15.º título récord de la Copa América. Terminó como el máximo goleador de la clasificación de Conmebol para la Copa Mundial 2018 con diez goles.
Edinson Cavani es junto a Luis Suárez y Lionel Messi uno de los únicos jugadores del Río de la Plata que han marcado a todas las selecciones de la CONMEBOL (Brasil, Argentina, Colombia, Chile, Ecuador, Perú, Paraguay, Bolivia y Venezuela).
Cavani es junto a Gonzalo Higuaín, Zlatan Ibrahimović y Cristiano Ronaldo uno de los cuatro únicos jugadores en la historia del fútbol en marcar más de 100 goles en dos de las cinco ligas más grandes de Europa (Inglaterra, España, Italia, Alemania y Francia). Asimismo, es el único jugador junto al sueco que ha marcado goles en 4 de las 5 Grandes Ligas (España, Italia, Francia e Inglaterra), siendo la alemana en la única en la que no ha jugado, igual que Ibrahimović.

## Biografía
Su padre, Luis "Gringo l" Cavani, también fue futbolista, así como su medio-hermano mayor, Walter Guglielmone. Su abuelo emigró de Maranello a Uruguay.
Su ídolo de la infancia fue Gabriel Batistuta, uno de los mejores delanteros argentinos de la década de los 90 y principios del siglo XXI. Se casó con María Soledad Cabris Yarrús, de la que se encuentra separado; en marzo de 2011 fue padre por primera vez, con el nacimiento de Bautista, y en marzo de 2013 nació su segundo hijo, Lucas.
La llegada de Edinson Cavani a Nápoles generó una gran expectativa en los tifosi del equipo azzurro del sur italiano, a tal punto que se le compusieron varias canciones, como "Forza Cavani Alè" del cantautor Alberto Caccia. Además se le dedicó una pizza, plato por excelencia de la cocina napolitana, y también se comercializaron galletas envasadas en una lata con su imagen.

#### Inicio como escritor
El 8 de noviembre de 2021 presentó en Montevideo Le Rêve, un proyecto de literatura infantil en el que se estrenó como escritor, siendo autor de uno de los libros, titulado "La luz de mi nombre".

## Trayectoria

### Comienzos
Cavani se mudó a Montevideo a los 15 años de edad, dejando el Salto Uruguay, y se fue a las inferiores de Danubio. En 2005 debutó con el primer equipo, participando del título obtenido por el mismo en el Campeonato Apertura de ese año. En 2007, luego de su destacada actuación con el seleccionado uruguayo en el Campeonato Sudamericano sub-20 de 2007, se rumoreó la posibilidad de que fuera adquirido por los clubes italianos Milán, Juventus, o por Boca Juniors de Argentina, e incluso se llegó a barajar el nombre del Real Madrid, pero finalmente fue contratado por el Palermo. El 29 de enero de 2007 el presidente de Palermo Maurizio Zamparini anunció el fichaje del prometedor uruguayo. La oferta se confirmó oficialmente el 31 de enero por 4,5 millones de euros.

### Palermo
Cavani hizo su debut el 11 de marzo de 2007 en un partido de liga en casa contra la Fiorentina, entró en el minuto 55 con su equipo 1-0 abajo y marcó un impresionante empate sólo 15 minutos después, un gol que hizo recordar al Gol de Marco van Basten en la final de la Copa de Campeones de Europa de 1988-89. En su segunda temporada con Palermo estuvo luchando por un lugar en el primer equipo con Fabrizio Miccoli y Amauri.
Después de la partida de Amauri a la Juventus en junio de 2008, Cavani consolidó su lugar en la alineación titular, formó una asociación sorprendente con Fabrizio Miccoli y marcó un total de 14 goles en la temporada 2008-09, ganándose el apodo de " El Matador " debido a su compostura delante de la portería. Conservó su lugar en la temporada 2009-10 bajo el mando del nuevo entrenador, Walter Zenga, y luego también bajo el mando de Delio Rossi, siendo fundamental en la exitosa trayectoria de su equipo Rosinegro en la Serie A, llevando al Palermo a puestos de clasificación europea y a la posible clasificación a la UEFA Champions League con dos juegos restantes.
En abril de 2010, firmó un nuevo contrato con Palermo válido hasta junio de 2014. Sin embargo, unos meses después Edinson terminaría fichando por el Napoli debido principalmente a la falta de minutos que tuvo en la última parte de su trayectoria con el Aquile y la preocupación de no ser considerado por la selección uruguaya. Luego, de que se confirmará el traspaso del ariete uruguayo, el presidente del Palermo declaró que Edinson abandonó el club Aquile por haber vivido "un par de episodios desagradables" durante su estancia.

### Napoli
El 17 de julio de 2010 el presidente del Napoli, Aurelio De Laurentiis, anunció oficialmente el fichaje del delantero salteño.
Su debut con la camiseta azzurra se produjo el 19 de agosto, en el partido de ida contra el Elfsborg sueco (ronda de play-off de la Liga Europa de la UEFA 2010-11); una semana después, en Borås, marcó el doblete que le dio a los napolitanos el pase a la fase de grupos. También logró un gol en su primer partido en Serie A con el conjunto partenopeo, en el partido de visitante contra la Fiorentina. El 2 de diciembre marcó su primer triplete con la camiseta azzurra, ante el Utrecht neerlandés en Liga Europa.
El 3 de abril de 2011, en el partido contra la Lazio, gracias a su cuarto triplete, logró superar el récord histórico de Antonio Vojak (22 goles en una temporada con el Napoli). Concluyó su primer año en la "ciudad del Golfo" con 47 presencias y 33 tantos, consagrándose vicecapocannoniere por detrás de Antonio Di Natale. El 19 de mayo alargó el contrato con el Napoli hasta el 30 de junio de 2016.
Sus buenas actuaciones con el Napoli en la temporada 2010-11 de la Serie A lo llevaron a ser reconocido en los Oscar del Calcio 2012, formando parte del equipo ideal de la Serie A y siendo condecorado como el segundo mejor jugador de dicho torneo, superado únicamente por el sueco Zlatan Ibrahimović. Además, Cavani a fines de 2011, con su aporte goleador en la Liga de Campeones de la UEFA 2011-12, se consagró como el máximo artillero en torneos internacionales de la historia del Napoli, superando al brasileño Canè.

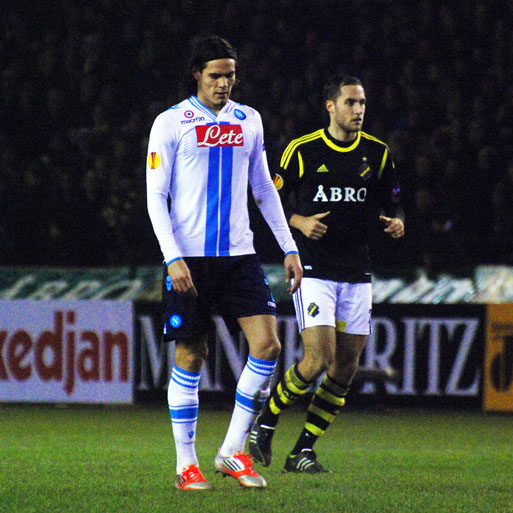
Cavani en un partido del Napoli contra el AIK Estocolmo por la Liga Europa de 2012-13

En enero de 2013, Cavani obtendría una nueva distinción: el "Gran Galà AIC del Calcio", reemplazante de los Oscar del Calcio, integraría por segunda vez consecutiva a Cavani en el equipo ideal de la liga italiana, por su desempeño en la temporada 2011-12 en donde se consagró como el tercer máximo artillero del certamen. El 20 de enero de ese mes, en un partido entre Fiorentina-Napoli jugado por la 21.ª fecha de la correspondiente temporada, llega a los 100 goles en el Calcio, casi seis años después de marcar el primero. Curiosamente, su primer gol en el Calcio también había sido contra la Fiorentina. El 5 de abril, en un partido entre Napoli-Internazionale jugado por la 35.ª fecha, en donde el goleador uruguayo anotaría un hat-trick, llega a los 100 goles defendiendo los colores del equipo del sur. Aparte de llegar al centenar de goles con el Napoli en tan solo 3 temporadas, el jugador salteño rompería una nueva marca personal, pues, es de los pocos jugadores que le han anotado hat-tricks a los denominados 3 grandes de Italia. Ya lo había hecho antes contra la Juventus por la 19.ª fecha de la temporada 2010-11 y contra el Milan por la 3.ª fecha de la temporada 2011-12.
El equipo napolitano terminaría siendo subcampeón de la Serie A en esa temporada y Cavani se consagraría como Capocannoniere con 29 anotaciones, siendo el jugador sudamericano con más anotaciones en una temporada de la Serie A desde que el jugador argentino Antonio Valentín Angelillo anotara 33 goles en la temporada de 1958-59. Además, fue el segundo jugador de la historia del Napoli en recibir esta distinción, antes lo había logrado también Diego Maradona y sería el tercer jugador uruguayo en ser goleador de la liga italiana, luego de que Pedro Petrone y Héctor Puricelli lo lograran en el pasado.

### París Saint-Germain
Luego de su actuación en la última temporada, varios clubes de Europa comenzaron a interesarse en el fichaje del jugador salteño. Tal es el caso del Real Madrid, París Saint-Germain, Chelsea, Manchester City, entre otros clubes. Sin embargo, el Napoli trataría de retener a toda costa al atacante «charrúa», elevando su cláusula de salida a 63 millones de euros, hecho que causó que varios de los clubes interesados en fichar al jugador uruguayo, dieran un paso atrás, debido al alto precio de los servicios del jugador. A pesar del elevado costo de la cláusula, el París Saint-Germain, estaría dispuesto a desembolsar la millonaria cifra y hacerse de los servicios del atacante uruguayo por cinco años, tal como diría su contrato. Finalmente, Cavani sería presentado en el club parisino el 16 de julio de 2013, y el valor total de su traspaso fue de 64 millones de euros, un millón más de lo que costaba su cláusula de salida. De esta manera, Edinson se convertiría en el segundo fichaje más caro de la historia de un jugador uruguayo, detrás de Luis Suárez, por quien el Barcelona había pagado 81 millones de euros. Además, con esta millonaria cifra Cavani rompería un récord de fichaje, pues se convertiría en el jugador más caro de la historia de la Ligue 1, hasta el 3 de agosto de 2017, cuando el mismo PSG fichó al brasileño Neymar desde el Barcelona por 222 millones de euros, convirtiéndose también en el traspaso más costoso en la historia del fútbol mundial.
Cavani haría su debut oficial con el club parisino (PSG) el 9 de agosto de 2013 por la primera fecha de la Ligue 1, en el empate 1 a 1 de su equipo contra el Montpellier Sport Club. Su primer gol oficial, se produciría en la fecha siguiente de la liga francesa, en el empate 1 a 1 entre el PSG y el Ajaccio Athletic Club. El 17 de septiembre de 2013 haría su debut en la Liga de Campeones de la UEFA defendiendo al club francés, donde enfrentaría al Olympiacos de Grecia en condición de visitante. Cavani, además de su debut, anotaría un gol, el cual contribuyó a que su equipo ganara por 4 a 1. Por la 9.ª fecha de la liga, Cavani jugaría su primer clásico en Francia, en el denominado «Le Classique» entre el París Saint-Germain y el Olympique de Marsella. Cavani no anotó, sin embargo, el equipo de París terminó ganando por 2 a 1. Por la 10.ª fecha del campeonato francés, anotaría su primer doblete con el club en la victoria del París Saint-Germain 4 a 0 frente al SC Bastia. Su primer gol en ese partido, vendría tras regatear a un defensa y al arquero rival, hecho que su propio entrenador, el francés Laurent Blanc, destacó debido a la dificultad de marcar en esas condiciones. El segundo gol sería convertido de penal, cerca de los minutos finales del tiempo reglamentario. Por la duodécima fecha de la liga, anotaría nuevamente un doblete en la victoria del París Saint-Germain por 4 a 0 ante el Lorient y que lo dejaría, de manera parcial, en la cima de la tabla de anotadores de la liga francesa.

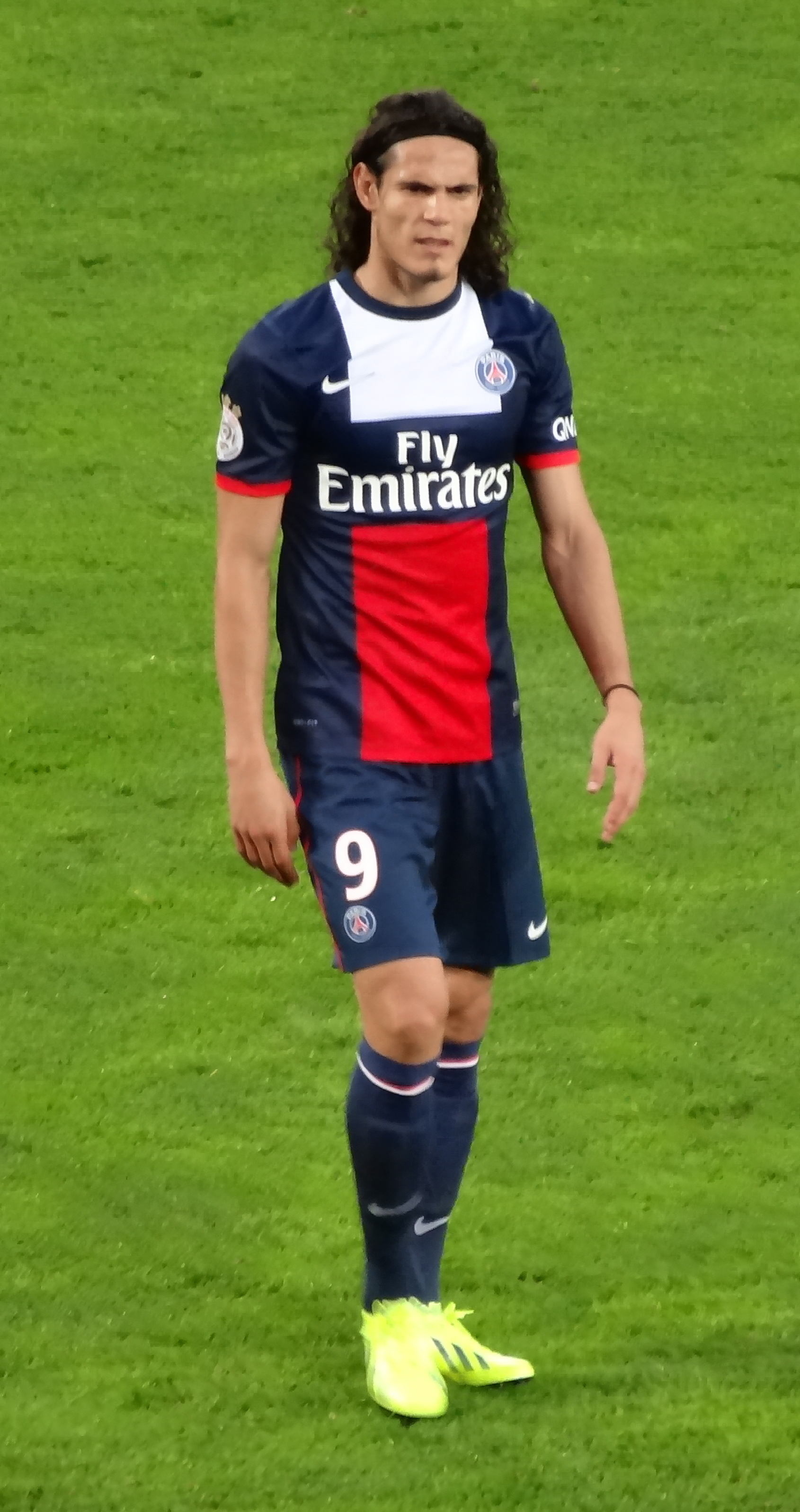
Cavani en los octavos de final de La Liga de Campeones 2014-15 contra el Chelsea.

El 18 de diciembre del mismo 2013, haría su debut en la Copa de la Liga de Francia de la correspondiente temporada, ante el Saint-Étienne en un encuentro por los octavos de final de la competición. Edinson anotaría un doblete que le permitiría ganar a su equipo por 2 a 1 y, de esta manera, acceder a la siguiente ronda. El 8 de enero de 2014, debutaría en una nueva competición, la Copa de Francia en la goleada de su equipo ante el Brest por los treintaidosavos de final de la competencia.
El 14 de octubre del 2014, Cavani anota de penal el 3-1 del PSG sobre el Lens, pero es amonestado luego de hacer su tradicional celebración, y expulsado después de quejarse. En una conferencia después del partido, el presidente del PSG Nasser Al-Khelaifi expresó ''Estoy decepcionado porque alguien ha empeñado la victoria y eso no puede ser. Lo siento por todos, por el fútbol francés''. El 5 de noviembre de 2014, Cavani tardó sólo 56 segundos en anotar el único gol del partido contra el club chipriota APOEL, un resultado que puso al PSG en la fase de eliminatorias de la Liga de Campeones con dos partidos de sobra. El 4 de enero de 2015, Cavani y Ezequiel Lavezzi fueron multados y suspendidos por dos partidos por el gerente del PSG, Laurent Blanc, por perderse un campamento de entrenamiento de mitad de temporada en Marruecos y la primera sesión de entrenamiento después de las vacaciones de invierno. El 11 de abril, anotó dos goles como suplente en la segunda mitad entrando por Lavezzi, fue así que el PSG derrotó a Bastia por 4-0 para ganar la final de la Copa de la Liga 2015. El 8 de mayo, anotó su primer triplete con el PSG en la victoria 6-0 sobre Guingamp, que le dio al PSG una ventaja de seis puntos en la Ligue 1 con dos partidos restantes. Con el título retenido, el PSG selló un triplete nacional el 30 de mayo cuando Cavani encabezó el único gol del partido, su 31.º en todas las competiciones de esa temporada, para derrotar al Auxerre en la final de la Copa de Francia.
Comenzó la temporada 2015-16 contra el Lyon por el Trophée des Champions el 1 de agosto de 2015,en la que ganaron 2-0 marcando el segundo gol para el club Parisino. El 21 de mayo de 2016, ya sobre el final de la temporada, Cavani anotó el tercer gol decisivo de la victoria del PSG por 4-2 sobre el Olympique de Marsella por la Copa de Francia de Fútbol 2015-16, ganando su segundo triplete consecutivo de (Ligue 1-Copa de Francia-Copa de la Liga) para el club. Terminó la temporada con 52 partidos jugados, marcando 25 goles y 6 asistencias en todas las competiciones con el club.
El 13 de septiembre de 2016, bajo la temporada 2016-17, Cavani anotó en el primer partido del Grupo A de la Liga de Campeones de 2016-17 ante el Arsenal en el Parc des Princes, a los 44 segundos del primer tiempo con un remate de Serge Aurier desde la derecha para él anotando gol más rápido del PSG en una Liga de Campeones. El partido terminó en empate 1-1. El 16 de septiembre, Cavani anotó cuatro goles (su primer póker con el PSG) en el primer tiempo, ya que el PSG derrotó a Caen 6-0 en un partido de la Ligue 1 para terminar la racha del PSG de tres partidos sin victoria, dos de ellos en la Ligue 1. El 28 de septiembre, Cavani anotó dos goles en la segunda mitad en la victoria por 3-1 frente a Ludogorets Razgrad en el segundo Grupo de la Liga de Campeones del PSG. El 1 de octubre, Cavani anotó dos goles en el primer tiempo, el primero con un cabezazo desde el centro de Ángel Di María, desde la izquierda, y el segundo esta vez tocando con la izquierda un centro raso de Layvin Kurzawa, para el 2-0 en la Ligue 1 y victoria en casa sobre Burdeos. El 15 de octubre, Cavani anotó el segundo gol del PSG en el minuto 18 en la victoria por 2-1 de la Ligue 1 contra Nancy. El 28 de octubre, con la asistencia de Di María, envió el balón al fondo de la red en el minuto 64 para que el PSG venciera al Lille 1-0 en un partido de la Ligue 1. El 27 de noviembre, Cavani anotó de penal y de cabezazo, en la victoria por 2-1 frente al Olympique Lyonnais para llevar su marca en la Ligue 1 a 13 para la temporada. Tres días más tarde, anotó un penal en una victoria en casa por 2-0 contra Angers para llevar su marca de la Ligue 1 a 14 goles en 14 partidos, que también lo hicieron convertirse en el cuarto jugador en la historia del PSG en anotar 100 goles para el club. Cavani anotó un gol en los dos partidos de ida y vuelta de la derrota global por 6-5 del PSG ante el FC Barcelona en la ronda de octavos de final de la UEFA Champions League, llevándolo a ocho goles en ocho partidos en la competición de la temporada. El 1 de abril de 2017, anotó dos goles en la segunda mitad en la victoria por 4-1 del PSG ante el AS Monaco en la final de la Copa de la Liga 2017. El 15 de mayo de 2017, fue nombrado Jugador de la Ligue 1 del Año por anotar 35 goles.
El 29 de julio, Cavani inicia la 2017-18 temporada con el PSG, ganando el trophee de champions por 2-1 contra el Mónaco. El 5 de agosto, anota el 1-0 parcial sobre el Amiens que terminaría en 2-0 El 13 de agosto marca otro gol tras asistencia de Neymar y luego asiste al propio Neymar en un partido que significaba la derrota 3-0 del Guingamp. El 20 de agosto anota de penalti en la goleada 6-2 al Toulouse. Cinco días después anota un doblete al Saint Étienne. El 8 de septiembre, anota otro doblete al Metz y de esta manera anotó en las cinco primeras jornadas e igualó el récord de Wiltord, que lo hizo con el Girondins en la 1998-1999. El 12 de septiembre, el tridente MCN se estrena en la Champions League, con gol de Neymar, Mbappé y un doblete de Cavani. El 27 de septiembre, Cavani marcó un tanto en la goleada 3-0 contra el Bayern de Múnich, por la Champions League. Tres días después anota un gol y da una asistencia en la goleada 6-2 contra el Bordeaux. Luego del paro por las eliminatorias mundialistas el 18 de septiembre, con la ayuda de Neymar y Mbappé marca el 2° tanto en el 3-0 sobre el Anderlecht, con una asistencia de Mbappé. Ya en ''Le Classique'' Cavani al minuto 90+4' marca de Tiro libre el esperanzador tanto que mantiene el invicto del PSG en toda la temporada. y Además con 5 tantos ya es uno de los goleadores del Clásico Francés (superado solo Zlatan Ibrahimović y Pauleta). 5 días después anota un doblete frente al Niza. El 4 de noviembre, marca otro doblete frente al Angers, llegando a los 101 goles en la liga francesa y convirtiéndose en el 1° uruguayo en superar la barra de los 100 goles en 2 de las más prestigiosas ligas de Europa (siendo Italia y Francia en este caso). Luego de un paro por Fecha FIFA, el 18 de noviembre marca otro doblete contra el Nantes. 4 días más tarde anota un doblete, en la goleada del conjunto parisino frente al Celtic por Champions League, Con ese doblete Cavani se convirtió en el 4° latinoamericano con más goles por la ya mencionada Champions League. Sólo 4 días después anota otra vez frente al Mónaco, así Cavani igualó el mejor registro de goles en las 14 primeras jornadas de la ligue 1 desde 1970. 3 días más tarde marca frente al Troyes.
El 27 de enero de 2018, Cavani se convierte en el máximo goleador en la historia del PSG. Frente al Montpellier, convirtió su gol número 157, superando a Zlatan Ibrahimović. Cavani experimento un buen inicio de temporada. El 25 de agosto, marco el 1-0 parcial sobre el Angers por la 3.ª fecha de la Ligue 1, el gol llegó gracias a un pase de Neymar. El partido terminaría 3-0. El 1 de septiembre, marca el último gol en la victoria 2-4 del PSG ante el Nimes Olympique al minuto 90+2. El 14 de septiembre, anota de penal en la goleada 4-0 al Saint Étienne. 12 días después anota un doblete frente al Reims, el partido terminó 4-1. El 3 de octubre, el tridente MCN fue protagonista en la goleada del conjunto parisino ante la Estrella Roja de Belgrado por 6-1. Cavani colaboró con su gol al minuto 37 para que el temible tridente parisino marcara una vez más en un partido de Champions League. El 11 de noviembre, Cavani anotó su primer hat-trick de la temporada en la victoria de su equipo por 4-0 como visitante sobre el A.S. Mónaco. La siguiente fecha de la ligue 1 fue el 24 de noviembre, Cavani anotaría el único gol del partido para triunfo del equipo parisino en condición de local sobre el Toulouse. A los 11 días, Cavani puso nuevamente el único gol de la victoria del PSG frente al Racing de Estrasburgo, aunque esta vez los parisinos jugaron en condición de visitante.
Cavani en un partido de local frente al FC Girondins de Burdeos, el 23 de febrero de 2020, marcaría su gol 200 con el PSG. Finalmente terminando la temporada 2019-20 se confirmó su salida del equipo parisino al término del contrato, terminando como el máximo goleador de la historia del PSG.

### Manchester United
El 5 de octubre se hace oficial su traspaso al Manchester United a pocas horas antes del cierre del periodo de traspaso, firmando un contrato de un año con opción a otro año más, Se reveló que el salario semanal que llegaría a percibir iba a ser de 230 000 dólares.
Se le fue asignado el dorsal 7, número que portaron leyendas del fútbol como George Best, Bryan Robson, Éric Cantona, David Beckham, Cristiano Ronaldo y Michael Owen, y en los últimos años lo habían llevado jugadores talentosos como Ángel Di María, Antonio Valencia, Memphis Depay y Alexis Sánchez, pero no pudieron destacar durante su trayectoria en el club. Debutó en la Premier League, el 24 de octubre de 2020, durante un partido contra el Chelsea en Old Trafford, donde sustituyó al galés Daniel James en el segundo tiempo del partido. El 7 de noviembre de 2020 marcó su primer gol con la camiseta del Manchester United en la victoria en Goodison Park por 1 a 3 contra el Everton en la jornada 8 de la Premier League anotando el tercer gol al minuto 90+5 con un potente remate al arco a pase de Bruno Fernandes, luego de haber ingresado de cambio al minuto 82 por el francés Anthony Martial.
El 29 de Noviembre, Cavani anotó un doblete, uno de esos goles fue el gol de la victoria en el tiempo añadido, en la remontada por 3 a 2 ante el Southhampton tras entrar como suplente en el medio tiempo. El 2 de febrero de 2021, Edinson anotó el cuarto gol en la victoria del United por 9 a 0 contra el Southampton, este resultado terminó volviéndose un récord en la Premier League.

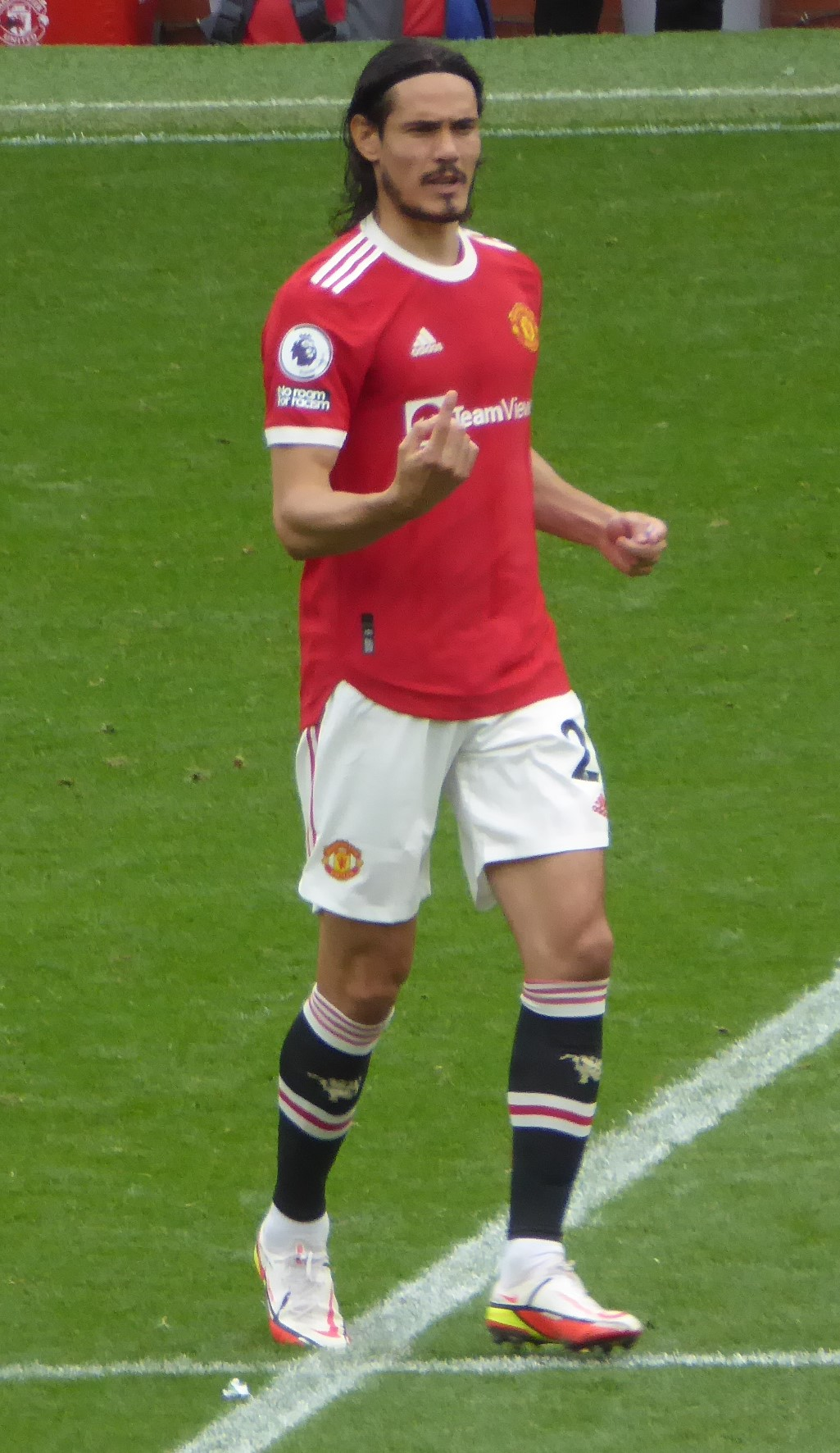
Cavani jugando con el Manchester United en 2021

El 29 de abril, marcó dos goles y asistió dos veces en la victoria de local por 6 a 2 sobre la Roma en el partido de ida de las semifinales de la Europa League, anotó otros dos en la derrota por 3 a 2 en el partido de vuelta, lo que permitió al United avanzar a la final con un global de 8 a 5. En abril, Cavani anotó cinco goles y se llevó el premio al mejor jugador del partido en cuatro partidos, lo que lo llevó a ganar su primer premio al jugador del mes en el Manchester United. El 10 de mayo de 2021, Cavani extendió oficialmente su contrato con el Manchester United por otra temporada. El 18 de mayo, en un eventual empate 1-1 en casa contra Fulham, Cavani anota un golazo desde 40 yardas de distancia al Fullham. Ese fue su primer gol en el Estadio Old Trafford con la asistencia de fanáticos a los cuales, desde el comienzo de la pandemia global COVID-19, no se les estaba permitido asistir a ningún partido. Más tarde por ese gol fue galardonado con el "Premio al Gol del Mes de la Premier League". El 26 de mayo, marcó el gol del empate 1-1 contra el Villarreal en la final de Europa League; sin embargo, el Manchester United perdió finalmente en los penales, a pesar de que Cavani anotó su penalti en la tanda de penales.
A pesar de que Cavani jugó su primer partido de la temporada 2021-22 contra Wolves con la camiseta número 7, a la llegada de Cristiano Ronaldo, accedió a cambiarse a la camiseta número 21, el mismo número que usa para la selección de Uruguay. Marcó su primer gol de la temporada, en la victoria a domicilio por 3-0 contra el Tottenham Hotspur, asistido por Cristiano Ronaldo. El 27 de diciembre, anota el gol del empate 1-1 ante el Newcastle United por la jornada 17. Tras una temporada sin mucho protagonismo, en mayo de 2022 se confirmó que no renovaría su vínculo con el United.

### Valencia CF
El 29 de agosto, fecha en que el jugador aterrizó en la ciudad del Túria, el Valencia CF confirmaba el acuerdo con el uruguayo para defender el escudo che las dos próximas temporadas. En el club español logró convertir en siete ocasiones y asistir en dos, disputando un total de 28 partidos.

### Boca Juniors

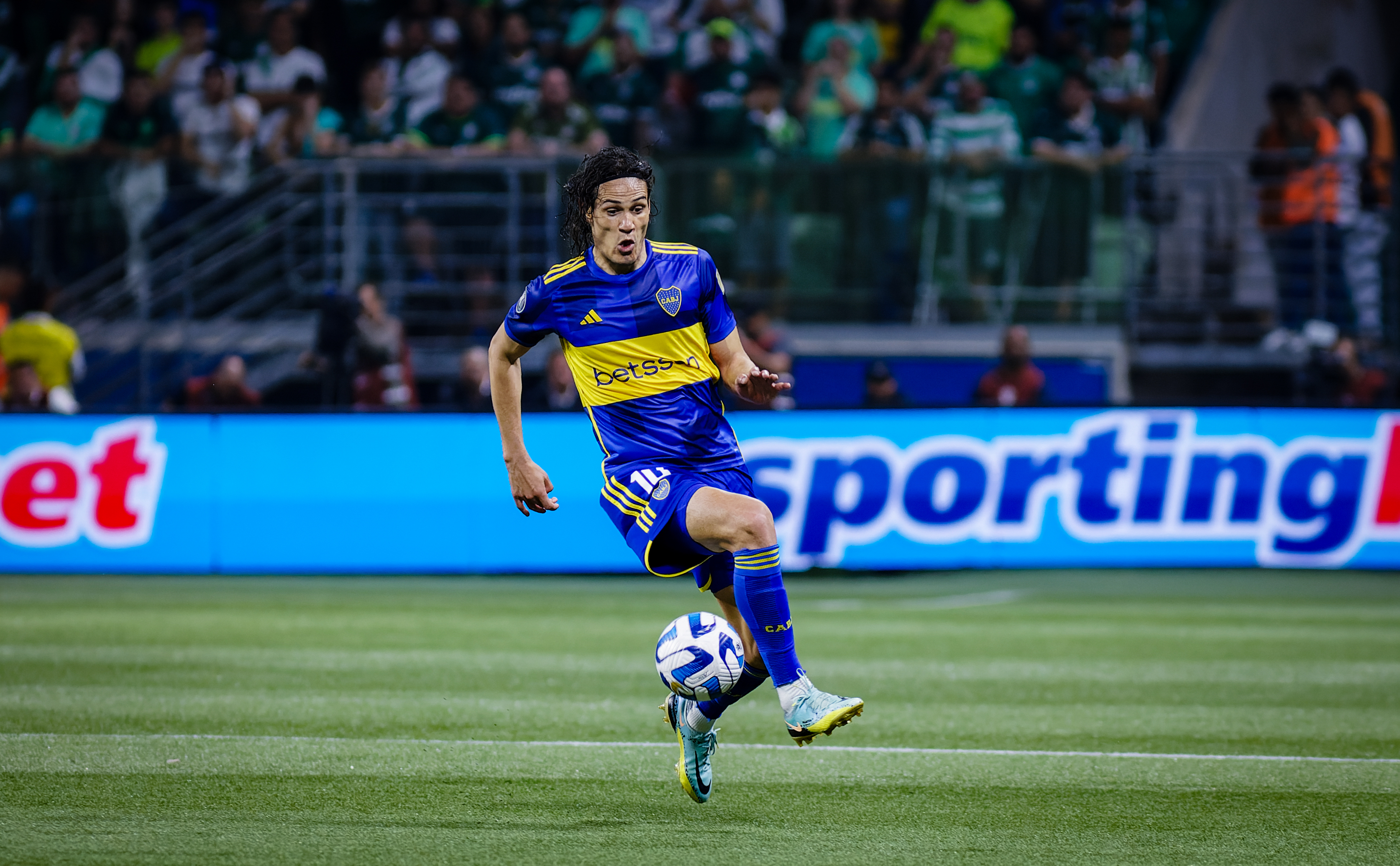
Cavani disputando las semifinales de la Copa Libertadores 2023 con Boca Juniors frente a Palmeiras.

El 29 de julio de 2023, Boca Juniors hace oficial su llegada al club hasta diciembre de 2024. El atacante uruguayo marcó su primer gol el 18 de agosto de ese mismo año frente a Platense. El 5 de octubre marcó nuevamente, esta vez en el marco de las semifinales de la Copa Libertadores 2023 frente a Palmeiras.Diez días más tarde, frente a Talleres de Córdoba volvió a convertir de penal. Con tan solo tres meses en Boca, fue titular en la final de la Copa Libertadores, dónde jugó 77 minutos y dejó el campo por una molestia en el gemelo derecho. En total disputó seis encuentros de Libertadores y logró asistir en 3 ocasiones.
El 3 de marzo de 2024, marcó su hack-trick número dieciséis en tan solo 16 minutos frente a Belgrano de Córdoba en el marco de la Copa de la Liga 2024.El encuentro finalizó 3:2 a favor del Xeneize. Una semana después, el 10 de marzo, marcó nuevamente en la victoria por 4:2 frente a Racing Club.Volvió a convertir 20 días después, el 30 de marzo, frente a San Lorenzo de Almagro. En abril disputó su segundo superclásico del fútbol argentino en el que Boca eliminó a River Plate por los cuartos de final de la Copa de la Liga 2024.El encuentro finalizó 3:2 a favor de Boca y Cavani convirtió el 2-1 parcial. El 8 de mayo marcó el primer gol de su carrera en la Copa Sudamericana, fue de tiro libre frente a Sportivo Trinidense a los 90 (+2) y marcó el 2:1 final.

## Selección nacional

#### Categorías inferiores

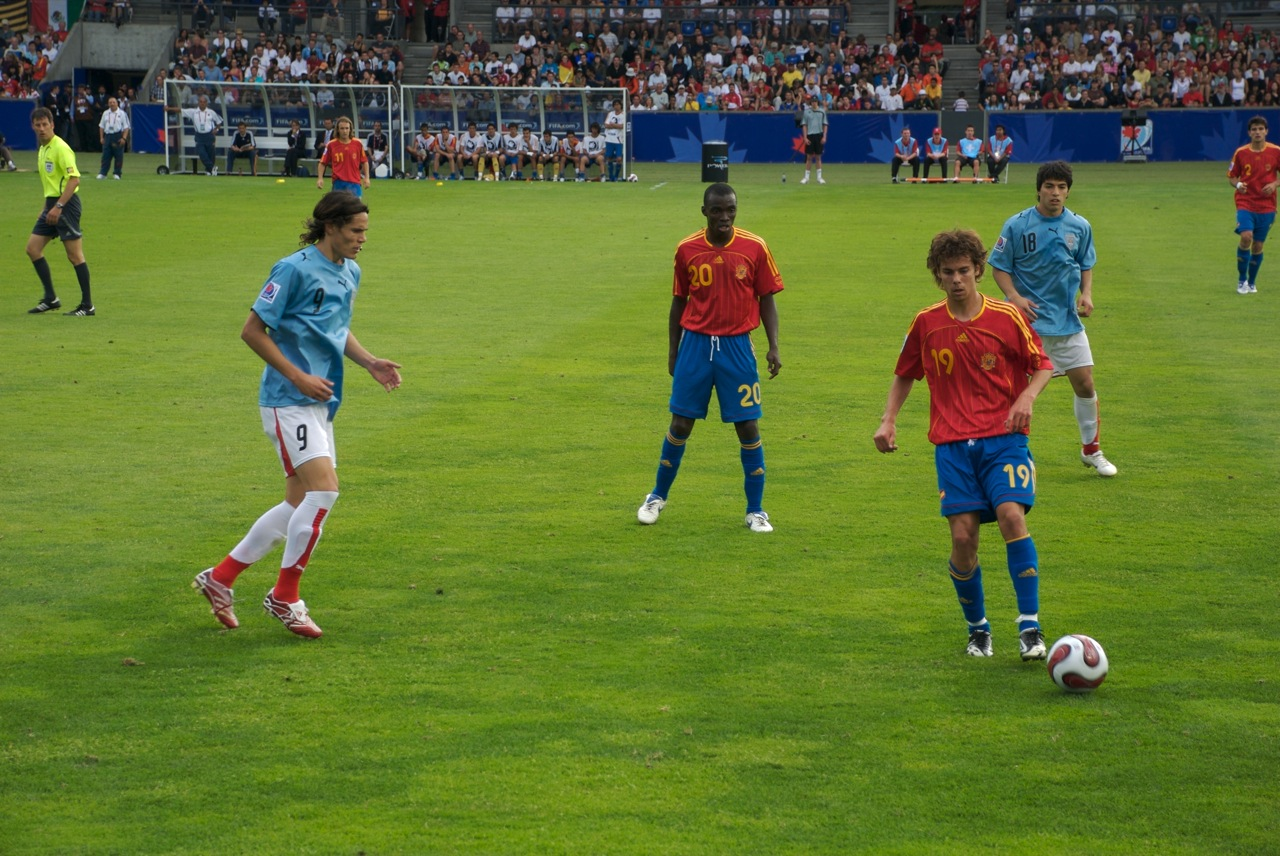
Cavani jugando frente a España en el Mundial Sub-20 de 2007

Cavani jugó con la selección uruguaya sub-20 en el Campeonato Sudamericano Sub-20 de 2007 disputado en Paraguay, siendo el goleador de la competición con 7 goles en 9 partidos.
Aunque su selección no pudo clasificarse a los Juegos Olímpicos de Pekín 2008, se ganó el pasaje a la Copa Mundial de Fútbol Sub-20 de 2007 que se disputó en julio de 2007 en Canadá.
Cavani fue una de las figuras más importantes de los celestes, que cayeron derrotados por Estados Unidos.

### Selección absoluta
Primera convocatoria
Debutó en la selección absoluta con un gol en el amistoso del 6 de febrero de 2008 contra Colombia en el Estadio Centenario, partido que terminó 2-2. Cavani ingresó a los 74' sustituyendo a Diego Forlán y tres minutos después anotó su primer gol con la Celeste.

#### Mundial Sudáfrica 2010
Véase también: Uruguay en la Copa Mundial de Fútbol de 2010
Edinson participó en la Copa Mundial de fútbol de 2010. El 22 de junio de 2010, en el último partido de la fase de grupos, Cavani le da una asistencia a Luis Suárez para que anote el gol de la victoria uruguaya sobre México. De esta forma, Uruguay se quedó con el liderato del Grupo A y avanzó a la fase eliminatoria. El 10 de julio de 2010, convirtió un gol en el partido por el tercer puesto jugado contra Alemania para establecer el empate parcial 1-1.
El 8 de octubre de 2010, marcó su primer triplete internacional en un partido amistoso contra Indonesia, una victoria de 7-1 en Yakarta en la que Luis Suárez también marcó un triplete.

#### Copa América 2011

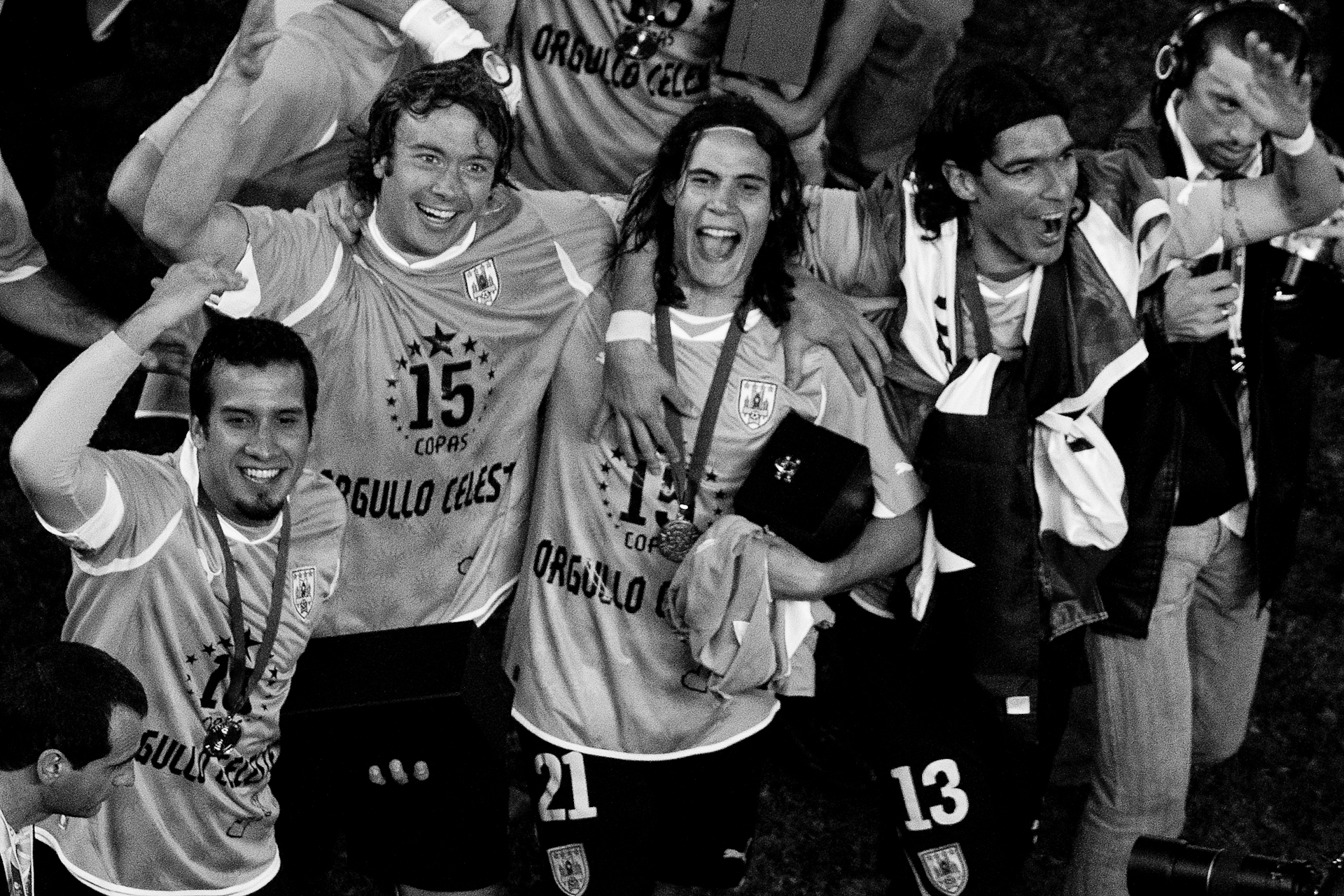
Cavani celebrando el triunfo de la Copa América en 2011

Véase también: Uruguay en la Copa América 2011
Cavani fue incluido en la escuadra uruguaya que participó en la Copa América 2011 celebrada en Argentina.
Él estuvo presente en los dos primeros juegos, pero una lesión en la rodilla en el segundo juego contra Chile lo descartó hasta el final.
En la final, reemplazó a Álvaro Pereira en el minuto 63, Uruguay levantó la copa América luego de derrotar a Paraguay por 3-0 y estableció un récord, se convirtió en la selección más ganadora en la historia de la copa América con 15 títulos.

#### Juegos Olímpicos 2012 y Copa Confederaciones 2013
Véase también: Uruguay en los Juegos Olímpicos 2012
Véase también: Uruguay en la Copa Confederaciones 2013

El 9 de julio de 2012 fue seleccionado como uno de los tres jugadores mayores de 23 años en la selección olímpica uruguaya para participar en las Olimpiadas de Londres 2012.

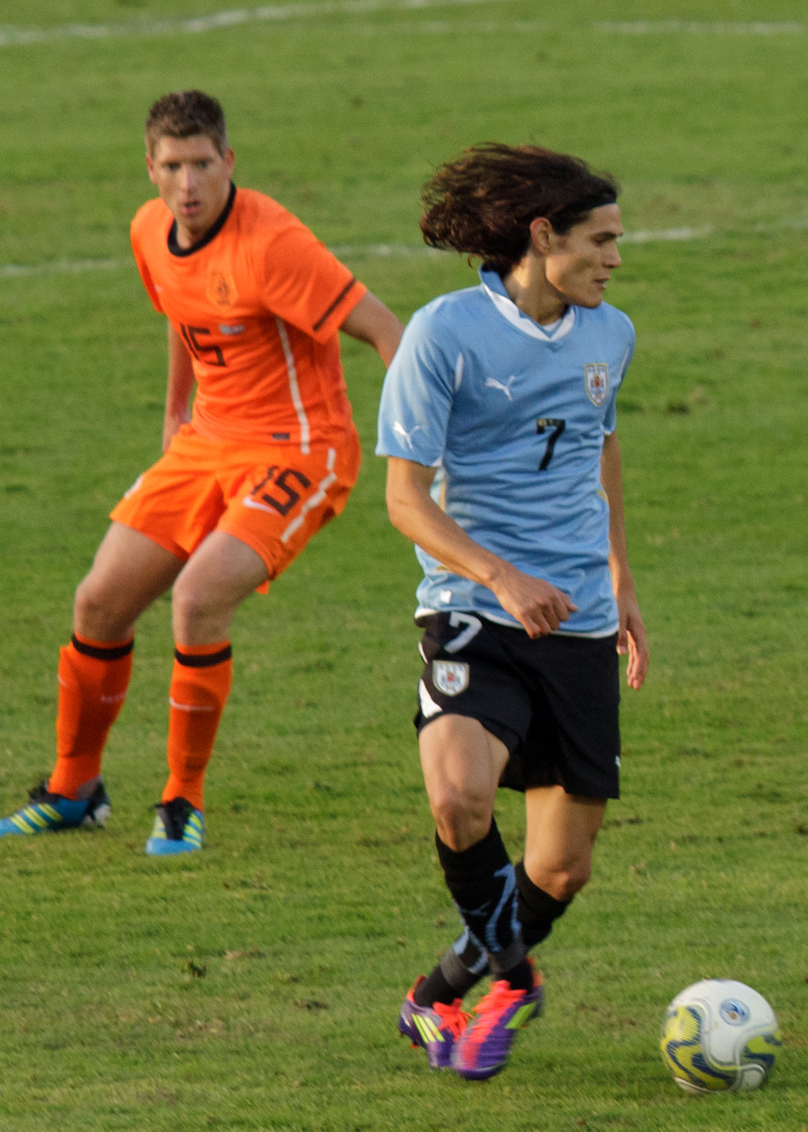
Edinson Cavani con la Selección uruguaya en un partido amistoso frente a los Países Bajos.

En la Copa FIFA Confederaciones 2013, Cavani puso el empate parcial en la semifinal contra el anfitrión Brasil, que finalmente perdieron 2-1. En el partido por el tercer puesto, empató dos veces el ya dicho partido contra Italia, llevándose el partido a los penaltis. Aunque Cavani anotó su penal, Uruguay perdió.

#### Mundial Brasil 2014
Véase también: Uruguay en la Copa Mundial de Fútbol de 2014
El 12 de mayo de 2014 el entrenador de la selección uruguaya, Óscar Washington Tabárez, incluyó a Cavani en la lista provisional de 25 jugadores con los que inició la preparación para el Copa Mundial de Fútbol de 2014. Finalmente fue confirmado en la lista definitiva de 23 jugadores el 31 de mayo. En el primer partido de su selección, anotó el 1-0 de penal ante Selección de fútbol de Costa Rica, aunque los ticos terminarían ganando 3-1. En el segundo partido asistió a Luis Suárez para el 1-0 parcial sobre Inglaterra, que terminaría en victoria 2-1 manteniendo las esperanzas de clásificar del denominado grupo D de la muerte. ya finalmente clasificados de derrotar a Italia por 1-0 son eliminados en octavos por Colombia en un partido muy disputado.

#### Copa América 2015
Véase también: Uruguay en la Copa América 2015
Con Suárez suspendido para todo el torneo, Cavani fue titular indiscutible en la Copa América 2015 en Chile. En los cuartos de final contra los anfitriones en el Estadio Nacional, Cavani fue expulsado por dos amarillas: la primera por una falta sobre Arturo Vidal, la segunda por golpear la cara de Gonzalo Jara después de que este le hubiera metido el dedo medio en el ano. El incidente recibió una cobertura internacional casi inmediata y prominente de los periódicos e Internet, principalmente en defensa de Cavani. La cobertura masiva incluyó artículos, columnas, blogs, memes y caricaturas.

#### Copa América Centenario y China Cup
Véase también: Uruguay en la Copa América Centenario
Véase también: Uruguay en la China Cup 2019
Cavani también participó en la Copa América Centenario al año siguiente, pero como en la edición pasada de la Copa América no puedo anotar ningún gol, Uruguay quedaría eliminado en primera ronda.
En marzo de 2018, Edinson formó parte de la nómina uruguaya que participó y ganó la China Cup. Cavani lidero a la Celeste al anotar el único gol de la final contra Gales. De esta forma, la selección uruguaya levantó su segundo trofeo en 8 años.

#### Eliminatorias del Mundial 2018
Véase también: Clasificación de Conmebol para la Copa Mundial de Fútbol 2018

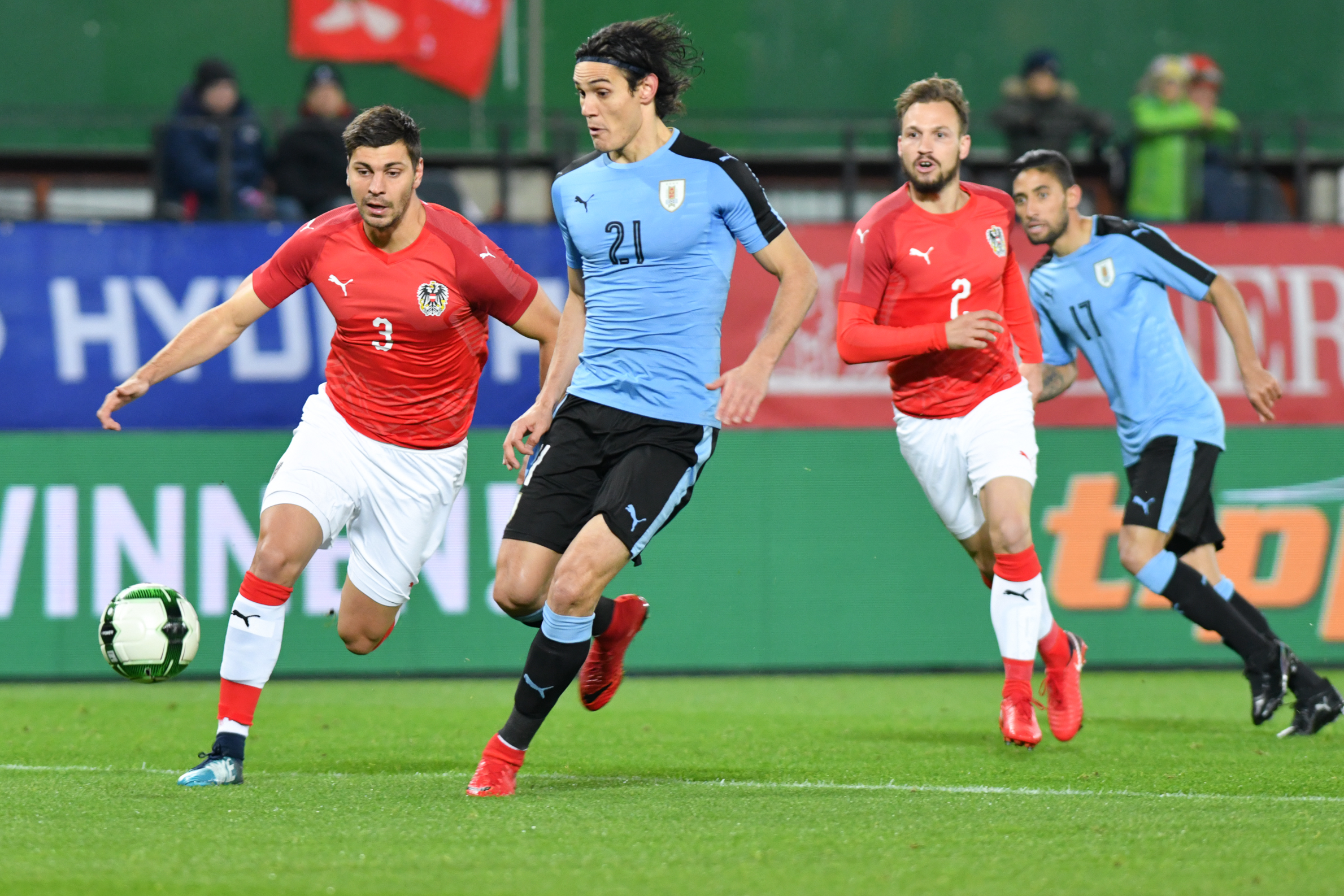
Cavani con la selección de Uruguay frente a Austria disputando un partido de carácter amistoso preparativo para el mundial de Rusia 2018.

El 12 de noviembre de 2015, en el partido que la selección uruguaya jugó contra Ecuador, Edinson anotó un gol para el empate parcial 1-1 pero finalmente Uruguay perdió el partido 2 a 1. El 17 de noviembre, Uruguay jugó contra Chile, a quien goleó 3-0 con una asistencia de Cavani para el gol de Álvaro Pereira. El 25 de marzo de 2016, Uruguay hizo una buena actuación frente a Brasil en el Arena Pernambuco en Brasil. El marcador lo abrió el equipo local a través de Douglas Costa en el minuto inicial, luego Renato Augusto aumentaría el marcador a favor del "scratch" en el minuto 26, pero 5 minutos después, el "Palito" Pereira mete un centro que termina bajando el Carlos Sánchez para que aparezca "El Matador" que de volea bate la portería y establece el 2 a 1 parcial. En el segundo tiempo, otra vez Pereira pero esta vez con un pase filtrado para que aparezca Suárez y ponga el 2-2 definitivo en el marcador.
El 10 de octubre de 2017 terminaron las Eliminatorias de la Conmebol a Rusia 2018, ocupando Uruguay el 2° puesto de la tabla general y clasificándose al próximo mundial, quedando Cavani como goleador de esa edición, con 10 tantos.

#### Mundial Rusia 2018
Véase también: Uruguay en la Copa Mundial de Fútbol de 2018
En la Copa Mundial de Fútbol de 2018 fue una de las figuras, y titular indiscutido de la Selección de Uruguay, vistiendo el número 21 y formando una dupla destacada con Luis Suárez.
El 25 de junio, en el último partido de la fase de grupos de su país en la Copa Mundial de la FIFA 2018, Cavani anotó el último gol de Uruguay en la victoria por 3-0 sobre la anfitriona Rusia. El 30 de junio, Cavani marcó un doblete contra Portugal la victoria por 2 a 1 en los octavos de final. aunque fue retirado en la segunda mitad con una aparente lesión en el tendón. Uruguay fue eliminada en los cuartos de final al perder contra Francia, en partido que Cavani no pudo jugar por su lesión.

#### Copa América 2019
Véase también: Uruguay en la Copa América 2019
En marzo de 2019, el técnico Óscar Tabárez incluyó a Cavani en la lista final de 23 jugadores de Uruguay para la Copa América de Brasil 2019. El 16 de junio, Cavani anotó "un acrobático gol de bicicleta" en la victoria por 4-0 sobre Ecuador en el primer partido de la fase de grupos del torneo; este fue su primer partido del grupo gol en la Copa América. En los cuartos de final ante Perú el 29 de junio, anotó un golazo que fue anulado por el VAR por fuera de juego en el tiempo reglamentario; tras un empate 0-0, el partido pasó a la tanda de penaltis. Aunque Cavani pudo convertir su penalti, Perú ganó la tanda de penaltis 5-4. De esta forma, Uruguay quedó eliminado de la competencia.

#### Copa América 2021
Véase también: Uruguay en la Copa América 2021
El 18 de junio de 2021, Uruguay debutó en la Copa América Brasil 2021. El 24 de junio, Cavani anotó su tercer gol en Copa América desde que debutó con la selección uruguaya, el tanto sirvió para sentenciar la victoria frente a Bolivia dejando un 2-0 como marcador final. 4 días después, Cavani volvió a anotar está vez frente a Paraguay. El gol fue el único que hubo en el partido, de esta forma Cavani le dio a Uruguay su 2.ª victoria consecutiva y lo clasificó a cuartos de final como 2.º de su grupo. En cuartos de final se enfrentaron a Colombia; tras un reñido duelo, el partido terminó en empate y se fueron a penales. Cavani como en la edición pasada convirtió su penalti, pero no fue suficiente para ganar la tanda de penaltis. Uruguay quedó por 2.ª vez consecutiva en cuartos de final y nuevamente en la tanda de penaltis.

#### Eliminatorias del Mundial 2022
Véase también: Clasificación de Conmebol para la Copa Mundial de Fútbol 2022
El 13 de noviembre de 2020, Cavani anotó a los 5 minutos el primer gol de la victoria por 3-0 sobre Colombia en Barranquilla.

#### Mundial Catar 2022
Véase también: Uruguay en la Copa Mundial de Fútbol de 2022
Fue parte de la lista hecha por Diego Alonso de 26 jugadores que participaron en la cita mundialista.
En el primer partido en fase de grupos ante Corea del Sur, ingresó como suplente al minuto 64, donde no pudo marcar la diferencia, terminando en un empate sin goles, en el segundo partido ante Portugal, Cavani fue titular hasta el minuto 73, siendo derrotados por 2-0, en el último partido, La Celeste necesitaba una victoria ante Ghana y depender de los resultados entre el partido entre Portugal y Corea del Sur, Cavani ingresó como suplente en el minuto 66 y a pesar de que la selección uruguaya logró una victoria por 0-2, los surcoreanos sorprendieron a los lusos por 2-1 en los minutos finales del partido, lo cual significó la eliminación de Uruguay de la cita mundialista en primera fase, algo que no sucedía desde 2002, al finalizar el partido fue amonestado por una fuerte discusión contra el árbitro alemán Daniel Siebert debido a que este último no pitó 2 penales a favor de los charrúas que hubieran significado la clasificación a la segunda fase de la competición, posteriormente Cavani furioso derribó uno de los monitores del VAR al ingresar al túnel de vestuarios, siendo sancionado por la FIFA.

#### Retiro
El 30 de mayo de 2024, y previo a la Copa América Estados Unidos 2024, mediante un comunicado en sus redes sociales, Cavani anunció su retiro de la selección de Uruguay poniendo fin a su trayectoria con La Celeste.
Cavani se retiró de la Selección habiendo jugado 136 partidos y anotado 58 goles, lo que lo convierte en el segundo máximo goleador de la historia de su país por detrás de Luis Suárez (68). Además, es el tercer futbolista con más partidos en la historia de la selección, detrás de Diego Godín (161) y de Luis (138). Ganando un título y con un triplete.

### Detalle de sus participaciones
| Partidos | Partidos          | Partidos | Partidos  | Partidos                     | Partidos                                          | Partidos         | Partidos                | Partidos |
|          | Rival             | Res.     | Fecha     | Lugar                        | Motivo                                            | Entrenador       | Club                    | Observaciones |
| -------- | ----------------- | -------- | --------- | ---------------------------- | ------------------------------------------------- | ---------------- | ----------------------- | --- |
| 1        | Colombia          | 2-2      | 06-02-08  | Montevideo, Uruguay          | Amistoso                                          | Óscar W. Tabárez | Palermo                 | Primer partido como seleccionado. Ingresó a los 74' por Diego Forlán. Anotó un gol, el primero con la Selección.                                      |
| 2        | Turquía           | 3-2      | 25-05-08  | Bochum, Alemania             | Amistoso                                          | Óscar W. Tabárez | Palermo                 | Sustituido para el segundo tiempo por Sebastián Fernández.                                                                                            |
| 3        | Argentina         | 1-2      | 11-10-08  | Buenos Aires, Argentina      | Eliminatoria 2010                                 | Óscar W. Tabárez | Palermo                 | Ingresó a los 23' por Jorge Fucile. |
| 4        | Francia           | 0-0      | 19-11-08  | Saint Denis, Francia         | Amistoso                                          | Óscar W. Tabárez | Palermo                 | Ingresó para el segundo tiempo por Diego Forlán. |
| 5        | Libia             | 3-2      | 11-02-09  | Trípoli, Libia               | Amistoso                                          | Óscar W. Tabárez | Palermo                 | Ingresó a los 59' por Cristian Rodríguez. |
| 6        | Chile             | 0-0      | 01-04-09  | Santiago de Chile, Chile     | Eliminatorias 2010                                | Óscar W. Tabárez | Palermo                 | Ingresó a los 84' por Cristian Rodríguez. |
| 7        | Brasil            | 0-4      | 06-06-09  | Montevideo, Uruguay          | Eliminatorias 2010                                | Óscar W. Tabárez | Palermo                 | Ingresó los 75' por Luis Suárez. |
| 8        | Venezuela         | 2-2      | 10-06-09  | Puerto Ordaz, Venezuela      | Eliminatorias 2010                                | Óscar W. Tabárez | Palermo                 | Ingresó los 80' por Martín Cáceres. |
| 9        | Argelia           | 0-1      | 12-08-09  | Argel, Argelia               | Amistoso                                          | Óscar W. Tabárez | Palermo                 | Ingresó los 61' por Jorge Martínez. |
| 10       | Colombia          | 3-1      | 09-09-09  | Montevideo, Uruguay          | Eliminatorias 2010                                | Óscar W. Tabárez | Palermo                 | Sustituido a los 32' por Andrés Scotti. |
| 11       | Ecuador           | 2-1      | 10-10-09  | Quito, Ecuador               | Eliminatorias 2010                                | Óscar W. Tabárez | Palermo                 | Ingresó a los 83' por Luis Suárez. |
| 12       | Argentina         | 0-1      | 14-10-09  | Montevideo, Uruguay          | Eliminatorias 2010                                | Óscar W. Tabárez | Palermo                 | Ingresó a los 59' por Jorge Rodríguez. |
| 13       | Suiza             | 3-1      | 03-03-10  | San Galo, Suiza              | Amistoso                                          | Óscar W. Tabárez | Palermo                 | Ingresó a los 63' por Walter Gargano. Anotó un gol.                                                                                                   |
| 14       | Israel            | 4-1      | 26-05-10  | Montevideo, Uruguay          | Amistoso                                          | Óscar W. Tabárez | Palermo                 | Ingresó a los 62' por Luis Suárez. |
| 15       | Sudáfrica         | 3-0      | 16-06-10  | Pretoria, Sudáfrica          | Copa del Mundo 2010 - Grupo A.                    | Óscar W. Tabárez | Palermo                 | Sustituido a los 88' por Sebastián Fernández. |
| 16       | México            | 1-0      | 22-06-10  | Rustemburgo, Sudáfrica       | Copa del Mundo 2010 - Grupo A.                    | Óscar W. Tabárez | Palermo                 | Asistió a Luis Suárez en el gol. Uruguay clasificado a los octavos de final del Mundial de Sudáfrica 2010.                                            |
| 17       | Corea del Sur     | 2-1      | 26-06-10  | Puerto Elizabeth, Sudáfrica  | Copa del Mundo 2010 - Octavos de final.           | Óscar W. Tabárez | Palermo                 | Uruguay clasificado a los cuartos de final del Mundial de Sudáfrica 2010.                                                                             |
| 18       | Ghana             | 1-1      | 22-06-10  | Johannesburgo, Sudáfrica     | Copa del Mundo 2010 - Cuartos de final.           | Óscar W. Tabárez | Palermo                 | Sustituido a los 76' por Sebastián Abreu. Uruguay clasificado a las semifinales del Mundial de Sudáfrica 2010 al vencer 4 a 2 por penales.            |
| 19       | Países Bajos      | 2-3      | 06-07-10  | Ciudad del Cabo, Sudáfrica   | Copa del Mundo 2010 - Semifinales.                | Óscar W. Tabárez | Palermo                 | |
| 20       | Alemania          | 2-3      | 26-06-10  | Puerto Elizabeth, Sudáfrica  | Copa del Mundo 2010 - Definición del tercer lugar | Óscar W. Tabárez | Palermo                 | Anotó un gol. Sustituido a los 88' por Sebastián Abreu. Uruguay finalizó 4° en el Mundial 2010.                                                       |
| 21       | Angola            | 2-0      | 11-08-10  | Lisboa, Portugal             | Amistoso                                          | Óscar W. Tabárez | Napoli                  | Anotó un gol de penal. |
| 22       | Indonesia         | 7-1      | 08-10-10  | Yakarta, Indonesia           | Amistoso                                          | Óscar W. Tabárez | Napoli                  | Anotó tres goles. |
| 23       | China             | 4-0      | 12-10-10  | Wuhan, China                 | Amistoso                                          | Óscar W. Tabárez | Napoli                  | Anotó un gol. |
| 24       | Chile             | 0-2      | 17-11-10  | Santiago, Chile              | Amistoso                                          | Óscar W. Tabárez | Napoli                  | |
| 25       | Irlanda           | 3-2      | 29-03-11  | Dublín, Irlanda              | Amistoso                                          | Óscar W. Tabárez | Napoli                  | Anotó un gol. |
| 26       | Alemania          | 1-2      | 29-05-11  | Sinsheim, Alemania           | Amistoso                                          | Óscar W. Tabárez | Napoli                  | |
| 27       | Países Bajos      | 1-1      | 08-06-11  | Montevideo, Uruguay          | Amistoso                                          | Óscar W. Tabárez | Napoli                  | |
| 28       | Estonia           | 3-0      | 23-06-11  | Rivera, Uruguay              | Amistoso                                          | Óscar W. Tabárez | Napoli                  | |
| 29       | Perú              | 1-1      | 04-07-11  | San Juan, Argentina          | Copa América - Grupo C                            | Óscar W. Tabárez | Napoli                  | Sustituido a los 79' por Abel Hernández. |
| 30       | Chile             | 1-1      | 08-07-11  | Mendoza, Argentina           | Copa América - Grupo C                            | Óscar W. Tabárez | Napoli                  | Sustituido a los 46' por Álvaro González. |
| 31       | Paraguay          | 3-0      | 24-07-11  | Buenos Aires, Argentina      | Copa América - Final                              | Óscar W. Tabárez | Napoli                  | Ingreso a los 64' por Álvaro Pereira. |
| 32       | Ucrania           | 3-2      | 02-09-11  | Járkov, Ucrania              | Amistoso                                          | Óscar W. Tabárez | Napoli                  | |
| 33       | Bolivia           | 4-2      | 07-10-11  | Montevideo, Uruguay          | Eliminatorias 2014                                | Óscar W. Tabárez | Napoli                  | Anotó un gol. Sustituido a los 70' por Cristian Rodríguez.                                                                                            |
| 34       | Paraguay          | 1-1      | 11-10-11  | Asunción, Paraguay           | Eliminatorias 2014                                | Óscar W. Tabárez | Napoli                  | |
| 35       | Chile             | 4-0      | 11-11-11  | Montevideo, Uruguay          | Eliminatorias 2014                                | Óscar W. Tabárez | Napoli                  | |
| 36       | Italia            | 1-0      | 15-11-11  | Roma, Italia                 | Amistoso                                          | Óscar W. Tabárez | Napoli                  | |
| 37       | Rumania           | 1-1      | 29-02-12  | Bucarest, Rumania            | Amistoso                                          | Óscar W. Tabárez | Napoli                  | Anotó un gol. Sustituido a los 60' por Sebastián Abreu.                                                                                               |
| 38       | Rusia             | 1-1      | 25-05-12  | Moscú, Rusia                 | Amistoso                                          | Óscar W. Tabárez | Napoli                  | |
|          | Venezuela         | 1-1      | 02-06-12  | Montevideo, Uruguay          | Eliminatorias 2014                                | Óscar W. Tabárez | Napoli                  | |
| 40       | Perú              | 4-2      | 10-06-12  | Montevideo, Uruguay          | Eliminatorias 2014                                | Óscar W. Tabárez | Napoli                  | |
| 41       | Colombia          | 0-4      | 07-09-12  | Barranquilla, Colombia       | Eliminatorias 2014                                | Óscar W. Tabárez | Napoli                  | |
| 42       | Ecuador           | 1-1      | 11-09-12  | Montevideo, Uruguay          | Eliminatorias 2014                                | Óscar W. Tabárez | Napoli                  | Anotó un gol. |
| 43       | Argentina         | 0-3      | 12-10-12  | Mendoza, Argentina           | Eliminatorias 2014                                | Óscar W. Tabárez | Napoli                  | |
| 44       | Bolivia           | 1-4      | 16-10-12  | La Paz, Bolivia              | Eliminatorias 2014                                | Óscar W. Tabárez | Napoli                  | Ingresó a los 36' por Maximiliano Pereira. |
| 45       | Polonia           | 3-1      | 14-11-12  | Gdansk, Polonia              | Amistoso                                          | Óscar W. Tabárez | Napoli                  | Anotó un gol. Sustituido para el segundo tiempo por Gastón Ramírez.                                                                                   |
| 46       | España            | 1-3      | 06-02-13  | Doha, Catar                  | Amistoso                                          | Óscar W. Tabárez | Napoli                  | Sustituido a los 70' por Diego Forlán. |
| 47       | Paraguay          | 1-1      | 22-03-13  | Montevideo, Uruguay          | Eliminatorias 2014                                | Óscar W. Tabárez | Napoli                  | Ingresó para el segundo tiempo por Cristian Rodríguez.                                                                                                |
| 48       | Chile             | 0-2      | 26-03-13  | Santiago, Chile              | Eliminatorias 2014                                | Óscar W. Tabárez | Napoli                  | |
| 49       | Francia           | 1-0      | 05-06-13  | Montevideo, Uruguay          | Amistoso                                          | Óscar W. Tabárez | Napoli                  | Sustituido a los 66' por Abel Hernández. |
| 50       | Venezuela         | 1-0      | 11-06-13  | Puerto Ordaz, Venezuela      | Eliminatorias 2014                                | Óscar W. Tabárez | Napoli                  | Anotó un gol. |
| 51       | España            | 1-2      | 16-06-13  | Recife, Brasil               | Copa Confederaciones                              | Óscar W. Tabárez | Napoli                  | |
| 52       | Nigeria           | 2-1      | 20-06-13  | Salvador de Bahía, Brasil    | Copa Confederaciones                              | Óscar W. Tabárez | Napoli                  | Asistió a Diego Forlán en el segundo gol uruguayo. |
| 53       | Brasil            | 1-2      | 26-06-13  | Belo Horizonte, Brasil       | Copa Confederaciones                              | Óscar W. Tabárez | Napoli                  | Anotó un gol. |
| 54       | Italia            | 2-2      | 30-06-13  | Salvador de Bahía, Brasil    | Copa Confederaciones                              | Óscar W. Tabárez | Napoli                  | Anotó dos goles. Convirtió el gol que ejecutó en la definición a penales.                                                                             |
| 55       | Perú              | 2-1      | 07-09-13  | Lima, Perú                   | Eliminatorias 2014                                | Óscar W. Tabárez | París Saint-Germain     | Recibió una tarjeta amarilla. |
| 56       | Colombia          | 2-0      | 11-09-13  | Montevideo, Uruguay          | Eliminatorias 2014                                | Óscar W. Tabárez | París Saint-Germain     | Anotó un gol. |
| 57       | Ecuador           | 0-1      | 11-10-13  | Quito, Ecuador               | Eliminatorias 2014                                | Óscar W. Tabárez | París Saint-Germain     | |
| 58       | Argentina         | 3-2      | 16-10-13  | Montevideo, Uruguay          | Eliminatorias 2014                                | Óscar W. Tabárez | París Saint-Germain     | Anotó un gol. |
| 59       | Jordania          | 5-0      | 13-11-13  | Amán, Jordania               | Eliminatorias 2014                                | Óscar W. Tabárez | París Saint-Germain     | Anotó un gol. Asistió a Nicolás Lodeiro |
| 60       | Jordania          | 0-0      | 21-10-13  | Montevideo, Uruguay          | Eliminatorias 2014                                | Óscar W. Tabárez | Paris Saint-Germain     | Sustituido a los 82' por Abel Hernández. Uruguay se clasifica a la Copa del Mundo 2014.                                                               |
| 61       | Irlanda del Norte | 1-0      | 31-05-14  | Montevideo, Uruguay          | Amistoso                                          | Óscar W. Tabárez | París Saint-Germain     | Asistió a Christian Stuani |
| 62       | Eslovenia         | 2-0      | 05-06-14  | Montevideo, Uruguay          | Amistoso                                          | Óscar W. Tabárez | París Saint-Germain     | Anotó un gol. Recibió una tarjeta amarilla. |
| 63       | Costa Rica        | 1-3      | 14-06-14  | Fortaleza, Brasil            | Copa del Mundo 2014                               | Óscar W. Tabárez | París Saint-Germain     | Anotó un gol. |
| 64       | Inglaterra        | 2-1      | 19-06-14  | Sao Paulo, Brasil            | Copa del Mundo 2014                               | Óscar W. Tabárez | París Saint-Germain     | Asistió a Luis Suárez |
| 65       | Italia            | 1-0      | 24-06-14  | Natal, Brasil                | Copa del Mundo 2014                               | Óscar W. Tabárez | París Saint-Germain     | Uruguay clasifica a los octavos de final. |
| 66       | Colombia          | 0-2      | 28-06-14  | Río de Janeiro, Brasil       | Copa del Mundo 2014                               | Óscar W. Tabárez | París Saint-Germain     | Uruguay eliminado. |
| 67       | Japón             | 2-0      | 05-09-14  | Sapporo, Japón               | Amistoso                                          | Óscar W. Tabárez | París Saint-Germain     | Anotó un gol. Fue sustituido a los 58' por Christian Stuani.                                                                                          |
| 68       | Corea del Sur     | 1-0      | 08-09-14  | Goyang, Corea del Sur        | Amistoso                                          | Óscar W. Tabárez | París Saint-Germain     | Fue sustituido a los 57' por Christian Stuani. |
| 69       | Costa Rica        | 3-3      | 14-11-14  | Montevideo, Uruguay          | Amistoso                                          | Óscar W. Tabárez | París Saint-Germain     | Anotó un gol. Fue sustituido a los 71' por Jonathan Rodríguez.                                                                                        |
| 70       | Chile             | 2-1      | 19-11-14  | Santiago, Chile              | Amistoso                                          | Óscar W. Tabárez | París Saint-Germain     | Recibió una tarjeta amarilla. Fue sustituido a los 80' por Abel Hernández.                                                                            |
| 71       | Marruecos         | 1-0      | 28-03-15  | Agadir, Marruecos            | Amistoso                                          | Óscar W. Tabárez | París Saint-Germain     | Anotó un gol. |
| 72       | Guatemala         | 5-1      | 07-06-15  | Montevideo, Uruguay          | Amistoso                                          | Óscar W. Tabárez | París Saint-Germain     | Anotó dos goles. Fue sustituido a los 46' por Abel Hernández.                                                                                         |
| 73       | Jamaica           | 1-0      | 13-06-15  | Antofagasta, Chile           | Copa América 2015                                 | Óscar W. Tabárez | París Saint-Germain     | |
| 74       | Argentina         | 0-1      | 17-06-15  | La Serena, Chile             | Copa América 2015                                 | Óscar W. Tabárez | París Saint-Germain     | |
| 75       | Paraguay          | 1-1      | 20-06-15  | La Serena, Chile             | Copa América 2015                                 | Óscar W. Tabárez | París Saint-Germain     | |
| 76       | Chile             | 0-1      | 25-06-15  | Santiago, Chile              | Copa América 2015                                 | Óscar W. Tabárez | Paris Saint-Germain     | Recibió dos tarjetas amarillas por lo cual fue expulsado. Fue suspendido dos fechas, las que cumplió en las dos primeras fechas de Eliminatorias 2018 |
| 77       | Ecuador           | 1-2      | 12-11-15  | Quito, Ecuador               | Eliminatorias 2018                                | Óscar W. Tabárez | París Saint-Germain     | Anotó un gol. |
| 78       | Chile             | 3-0      | 18-11-15  | Montevideo, Uruguay          | Eliminatorias 2018                                | Óscar W. Tabárez | París Saint-Germain     | Asistió a Álvaro Pereira. |
| 79       | Brasil            | 2-2      | 26-03-16  | Recife, Brasil               | Eliminatorias 2018                                | Óscar W. Tabárez | París Saint-Germain     | Anotó un gol. |
| 80       | Perú              | 1-0      | 30-03-16  | Montevideo, Uruguay          | Eliminatorias 2018                                | Óscar W. Tabárez | París Saint-Germain     | Anotó un gol. |
| 81       | Trinidad y Tobago | 3-1      | 28-05-16  | Montevideo, Uruguay          | Amistoso                                          | Óscar W. Tabárez | París Saint-Germain     | Anotó dos goles. Fue sustituido a los 46' por Christian Stuani.                                                                                       |
| 82       | México            | 1-3      | 06-06-16  | Phoenix, Estados Unidos      | Copa América Centenario                           | Óscar W. Tabárez | París Saint-Germain     | |
| 83       | Venezuela         | 0-1      | 10-06-16  | Philadelphia, Estados Unidos | Copa América Centenario                           | Óscar W. Tabárez | París Saint-Germain     | |
| 84       | Jamaica           | 3-0      | 14-06-16  | Santa Clara, Estados Unidos  | Copa América Centenario                           | Óscar W. Tabárez | París Saint-Germain     | |
| 85       | Argentina         | 0-1      | 02-09-16  | Mendoza, Argentina           | Eliminatorias 2018                                | Óscar W. Tabárez | París Saint-Germain     | Recibió una tarjeta amarilla. |
| 86       | Paraguay          | 4-0      | 07-09-16  | Montevideo, Uruguay          | Eliminatorias 2018                                | Óscar W. Tabárez | París Saint-Germain     | Anotó dos goles. Fue sustituido a los 72' por Christian Stuani.                                                                                       |
| 87       | Venezuela         | 3-0      | 07-10-16  | Montevideo, Uruguay          | Eliminatorias 2018                                | Óscar W. Tabárez | París Saint-Germain     | Anotó dos goles. |
| 88       | Colombia          | 2-2      | 07-10-16  | Barranquilla, Colombia       | Eliminatorias 2018                                | Óscar W. Tabárez | París Saint-Germain     | Recibió una tarjeta amarilla. |
| 89       | Chile             | 1-3      | 16-11-16  | Santiago, Chile              | Eliminatorias 2018                                | Óscar W. Tabárez | París Saint-Germain     | Anotó un gol. |
| 90       | Brasil            | 1-4      | 24-03-17  | Montevideo, Uruguay          | Eliminatorias 2018                                | Óscar W. Tabárez | París Saint-Germain     | Anotó un gol. |
| 91       | Perú              | 1-2      | 29-03-17  | Lima, Perú                   | Eliminatorias 2018                                | Óscar W. Tabárez | París Saint-Germain     | |
| 92       | Irlanda           | 1-3      | 04-06-17  | Dublín, Irlanda              | Amistoso                                          | Óscar W. Tabárez | París Saint-Germain     | |
| 93       | Argentina         | 0-0      | 31-08-17  | Montevideo, Uruguay          | Eliminatorias 2018                                | Óscar W. Tabárez | París Saint-Germain     | |
| 94       | Paraguay          | 2-1      | 05-09-17  | Asunción, Paraguay           | Eliminatorias 2018                                | Óscar W. Tabárez | París Saint-Germain     | |
| 95       | Venezuela         | 0-0      | 05-10-17  | San Cristóbal                | Eliminatorias 2018                                | Óscar W. Tabárez | París Saint-Germain     | |
| 96       | Bolivia           | 4-2      | 10-10-17  | Montevideo                   | Eliminatorias 2018                                | Óscar W. Tabárez | París Saint-Germain     | Anotó un gol. |
| 97       | Polonia           | 0-0      | 10-11-17  | Varsovia                     | Amistoso                                          | Óscar W. Tabárez | París Saint-Germain     | |
| 98       | Austria           | 1-2      | 14-10-17  | Viena                        | Amistoso                                          | Óscar W. Tabárez | París Saint-Germain     | Anotó un gol. |
| 99       | República Checa   | 0-2      | 23-03-18  | Nanning                      | China Cup 2018                                    | Óscar W. Tabárez | París Saint-Germain     | Anotó un gol. |
| 100      | Gales             | 0-1      | 16-03-18  | Nanning                      | China Cup 2018                                    | Óscar W. Tabárez | París Saint-Germain     | Anotó un gol. |
| 101      | Uzbekistán        | 3-0      | 07-06-18  | Montevideo                   | Amistoso                                          | Óscar W. Tabárez | París Saint-Germain     | |
| 102      | Egipto            | 0-1      | 15-06-18  | Ekaterimburgo                | Copa del Mundo 2018                               | Óscar W. Tabárez | París Saint-Germain     | |
| 103      | Arabia Saudita    | 1-0      | 20-06-18  | Rostov del Don               | Copa del Mundo 2018                               | Óscar W. Tabárez | París Saint-Germain     | |
| 104      | Rusia             | 3-0      | 25-06-18  | Samara                       | Copa del Mundo 2018                               | Óscar W. Tabárez | París Saint-Germain     | Anotó un gol. |
| 105      | Portugal          | 2-1      | 30-06-18  | Sochi                        | Copa del Mundo 2018                               | Óscar W. Tabárez | París Saint-Germain     | Anotó dos goles. |
| 106      | Corea del Sur     | 1-2      | 12-10-18  | Seúl                         | Amistoso                                          | Óscar W. Tabárez | París Saint-Germain     | |
| 107      | Japón             | 3-4      | 16-10-18  | Saitama                      | Amistoso                                          | Óscar W. Tabárez | París Saint-Germain     | Anotó un gol. |
| 108      | Brasil            | 0-1      | 16-11-18  | Londres                      | Amistoso                                          | Óscar W. Tabárez | París Saint-Germain     | Recibió una tarjeta amarilla. |
| 109      | Francia           | 0-1      | 20-11-18  | París                        | Amistoso                                          | Óscar W. Tabárez | París Saint-Germain     | |
| 110      | Panamá            | 3-0      | 07-06-19  | Montevideo                   | Amistoso                                          | Óscar W. Tabárez | París Saint-Germain     | Ingresó a los 65' por Nicolás Lodeiro. |
| 111      | Ecuador           | 4-0      | 16-06-19  | Belo Horizonte               | Copa América 2019                                 | Óscar W. Tabárez | París Saint-Germain     | Anotó un gol. |
| 112      | Japón             | 2-2      | 20-06-19  | Porto Alegre                 | Copa América 2019                                 | Óscar W. Tabárez | París Saint-Germain     | |
| 113      | Chile             | 1-0      | 24-06-19  | Río de Janeiro               | Copa América 2019                                 | Óscar W. Tabárez | París Saint-Germain     | Anotó un gol. |
| 114      | Perú              | 0-0      | 29-06-19  | Salvador de Bahía            | Copa América 2019                                 | Óscar W. Tabárez | París Saint-Germain     | Convirtió el gol que ejecutó en la definición a penales.                                                                                              |
| 115      | Hungría           | 2-1      | 15-11-19  | Budapest                     | Amistoso                                          | Óscar W. Tabárez | París Saint-Germain     | Anotó un gol. Fue sustituido a los 74' por Christian Stuani.                                                                                          |
| 116      | Argentina         | 2-2      | 18-06-19  | Tel Aviv                     | Amistoso                                          | Óscar W. Tabárez | París Saint-Germain     | Anotó un gol. Fue sustituido a los 56' por Diego Laxalt.                                                                                              |
| 117      | Colombia          | 3-0      | 13-11-20  | Barranquilla                 | Eliminatorias 2022                                | Óscar W. Tabárez | Manchester United F. C. | Anotó un gol. Fue sustituido a los 78' por Mauro Arambarri.                                                                                           |
| 118      | Brasil            | 0-2      | 17-11-20  | Montevideo                   | Eliminatorias 2022                                | Óscar W. Tabárez | Manchester United F. C. | Fue expulsado luego de una revisión del VAR, por una falta que el árbitro había considerado que era solo para amarilla.                               |
| 119      | Argentina         | 0-1      | 18-06-21  | Brasilia                     | Copa América 2021                                 | Óscar W. Tabárez | Manchester United F. C. | |
| 120      | Chile             | 1-1      | 21-06-21  | Cuiabá                       | Copa América 2021                                 | Óscar W. Tabárez | Manchester United F. C. | |
| 121      | Bolivia           | 2-0      | 24-06-21  | Cuiabá                       | Copa América 2021                                 | Óscar W. Tabárez | Manchester United F. C. | Anotó un gol. |
| 122      | Paraguay          | 1-0      | 28-06-21  | Río de Janeiro               | Copa América 2021                                 | Óscar W. Tabárez | Manchester United F. C. | Anotó un gol. |
| 123      | Colombia          | 0-0      | 03-07-21  | Brasilia                     | Copa América 2021                                 | Óscar W. Tabárez | Manchester United F. C. | Convirtió su tanto en la definición por penales. |
| 124      | Colombia          | 0-0      | 07-10-21  | Montevideo                   | Eliminatorias 2022                                | Óscar W. Tabárez | Manchester United F. C. | Ingresó para el segundo tiempo por Luis Suárez. |
| 125      | Argentina         | 0-3      | 10-10-21  | Buenos Aires                 | Eliminatorias 2022                                | Óscar W. Tabárez | Manchester United F. C. | Ingresó para el segundo tiempo por Brian Rodríguez |
| 126      | Brasil            | 1-4      | 14-10-21  | Manaos                       | Eliminatorias 2022                                | Óscar W. Tabárez | Manchester United F. C. | Recibió una tarjeta amarilla. |
| 127      | Paraguay          | 1-0      | 27-11-22  | Asunción, Paraguay           | Eliminatorias 2022                                | Diego Alonso     | Manchester United F. C. | Ingresó en el segundo tiempo por Darwin Núñez |
| 128      | Venezuela         | 4-1      | 01-02--22 | Montevideo, Uruguay          | Eliminatorias 2022                                | Diego Alonso     | Manchester United F. C. | Anotó un gol. |
| 129      | Perú              | 1-0      | 24-03-22  | Montevideo, Uruguay          | Eliminatorias 2022                                | Diego Alonso     | Manchester United F. C. | Ingresó en el segundo tiempo por Darwin Núñez |
| 130      | Chile             | 2-0      | 29-03-22  | Santiago, Chile              | Eliminatorias 2022                                | Diego Alonso     | Manchester United F. C. | Fue sustituido en el segundo tiempo por Luis Suárez                                                                                                   |
| 131      | México            | 3-0      | 02-06-22  | Glendale, Estados Unidos     | Amistoso                                          | Diego Alonso     | Manchester United F. C. | Anotó dos goles. Fue sustituido a los 78' por Maximiliano Gómez.                                                                                      |
| 132      | Estados Unidos    | 0-0      | 05-06-22  | Kansas City, Estados Unidos  | Amistoso                                          | Diego Alonso     | Manchester United F. C. | Ingresó en el segundo tiempo por Maximiliano Gómez.                                                                                                   |
| 133      | Panamá            | 5-0      | 11-06-22  | Montevideo, Uruguay          | Amistoso                                          | Diego Alonso     | Manchester United F. C. | Anotó dos goles, los últimos con la Selección. Fue sustituido a los 76' por Mauro Arambarri.                                                          |
| 134      | Corea del Sur     | 0-0      | 24-11-22  | Rayán, Catar                 | Copa del Mundo 2022                               | Diego Alonso     | Valencia FC             | Ingresó en el segundo tiempo por Luis Suárez. |
| 135      | Portugal          | 0-2      | 28-11-22  | Lusail, Catar                | Copa del Mundo 2022                               | Diego Alonso     | Valencia FC             | Fue sustituido en el segundo tiempo por Luis Suárez.                                                                                                  |
| 136      | Ghana             | 2-0      | 02-12-22  | Al-Wakrah, Catar             | Copa del Mundo 2022                               | Diego Alonso     | Valencia FC             | Ingresó en el segundo tiempo por Luis Suárez. Último partido como seleccionado.                                                                       |

### Participaciones en Copas del Mundo
| Mundial                  | Sede      | Resultado        | Partidos | Goles |
| ------------------------ | --------- | ---------------- | -------- | ----- |
| Copa Mundial Sub-20 2007 | Canadá    | Octavos de final | 4        | 2     |
| Copa Mundial 2010        | Sudáfrica | Cuarto lugar     | 6        | 1     |
| Copa Mundial 2014        | Brasil    | Octavos de final | 4        | 1     |
| Copa Mundial 2018        | Rusia     | Cuartos de final | 4        | 3     |
| Copa Mundial 2022        | Catar     | Fase de grupos   | 3        | 0     |

#### Goles en Copa del Mundo
| # | Fecha               | Lugar                                        | Rival      | Marcador | Resultado | Competición  |
| - | ------------------- | -------------------------------------------- | ---------- | -------- | --------- | ------------ |
| 1 | 10 de julio de 2010 | Estadio Nelson Mandela Bay, Puerto Elizabeth | Alemania   | 1-1      | 2-3       | Mundial 2010 |
| 2 | 14 de junio de 2014 | Estadio Aderaldo Plácido Castelo, Fortaleza  | Costa Rica | 1-0      | 1-3       | Mundial 2014 |
| 3 | 25 de junio de 2018 | Samara Arena, Samara                         | Rusia      | 2-0      | 3-0       | Mundial 2018 |
| 4 | 30 de junio de 2018 | Estadio Fisht, Sochi                         | Portugal   | 1-0      | 2-1       | Mundial 2018 |
| 5 | 30 de junio de 2018 | Estadio Fisht, Sochi                         | Portugal   | 2-1      | 2-1       | Mundial 2018 |

### Participaciones en Copas América
| Copa              | Sede           | Resultado        | Partidos | Goles |
| ----------------- | -------------- | ---------------- | -------- | ----- |
| Copa América 2011 | Argentina      | Campeón          | 3        | 0     |
| Copa América 2015 | Chile          | Cuartos de final | 4        | 0     |
| Copa América 2016 | Estados Unidos | Primera fase     | 3        | 0     |
| Copa América 2019 | Brasil         | Cuartos de final | 4        | 2     |
| Copa América 2021 | Brasil         | Cuartos de final | 5        | 2     |

### Participaciones en Copas Confederaciones
| Copa                      | Sede   | Resultado    | Partidos | Goles |
| ------------------------- | ------ | ------------ | -------- | ----- |
| Copa Confederaciones 2013 | Brasil | Cuarto lugar | 4        | 3     |

## Estadísticas

### Clubes
Actualizado al último partido disputado el 17 de agosto de 2025.
| Club | Div.          | Temporada     | Liga(1) | Liga(1) | Liga(1) | Copas nacionales(2) | Copas nacionales(2) | Copas nacionales(2) | Copas internacionales(3) | Copas internacionales(3) | Copas internacionales(3) | Total(4) | Total(4) | Total(4) |
| Club | Div.          | Temporada     | Part.   | Goles   | Asist.  | Part.               | Goles               | Asist.              | Part.                    | Goles                    | Asist.                   | Part.    | Goles    | Asist.   |
| --- | ------------- | ------------- | ------- | ------- | ------- | ------------------- | ------------------- | ------------------- | ------------------------ | ------------------------ | ------------------------ | -------- | -------- | -------- |
| Danubio · Uruguay | 1.ª           | 2005-06       | 10      | 4       | 2       | 5                   | 3                   | 0                   | —                        | —                        | —                        | 15       | 7        | 2        |
| Danubio · Uruguay | 1.ª           | 2006-07       | 15      | 5       | 2       | —                   | —                   | —                   | —                        | —                        | —                        | 15       | 5        | 2        |
| Danubio · Uruguay | Total club    | Total club    | 25      | 9       | 4       | 5                   | 3                   | 0                   | —                        | —                        | —                        | 30       | 12       | 4        |
| Palermo F. C. · Italia | 1.ª           | 2006-07       | 7       | 2       | 2       | —                   | —                   | —                   | —                        | —                        | —                        | 7        | 2        | 2        |
| Palermo F. C. · Italia | 1.ª           | 2007-08       | 33      | 5       | 1       | 2                   | 0                   | 0                   | 2                        | 0                        | 0                        | 37       | 5        | 1        |
| Palermo F. C. · Italia | 1.ª           | 2008-09       | 35      | 14      | 3       | 1                   | 1                   | 0                   | —                        | —                        | —                        | 36       | 15       | 3        |
| Palermo F. C. · Italia | 1.ª           | 2009-10       | 34      | 13      | 1       | 3                   | 2                   | 1                   | —                        | —                        | —                        | 37       | 15       | 2        |
| Palermo F. C. · Italia | Total club    | Total club    | 109     | 34      | 7       | 6                   | 3                   | 1                   | 2                        | 0                        | 0                        | 117      | 37       | 8        |
| S. S. C. Napoli · Italia | 1.ª           | 2010-11       | 35      | 26      | 2       | 2                   | 0                   | 0                   | 10                       | 7                        | 2                        | 47       | 33       | 8        |
| S. S. C. Napoli · Italia | 1.ª           | 2011-12       | 35      | 23      | 5       | 5                   | 5                   | 0                   | 8                        | 5                        | 2                        | 48       | 33       | 6        |
| S. S. C. Napoli · Italia | 1.ª           | 2012-13       | 34      | 29      | 1       | 2                   | 2                   | 0                   | 7                        | 7                        | 0                        | 43       | 38       | 3        |
| S. S. C. Napoli · Italia | Total club    | Total club    | 104     | 78      | 8       | 9                   | 7                   | 0                   | 25                       | 19                       | 4                        | 138      | 104      | 17       |
| París Saint-Germain Francia | 1.ª           | 2013-14       | 30      | 16      | 5       | 5                   | 5                   | 1                   | 8                        | 4                        | 0                        | 43       | 25       | 6        |
| París Saint-Germain Francia | 1.ª           | 2014-15       | 35      | 18      | 1       | 8                   | 7                   | 1                   | 10                       | 6                        | 0                        | 53       | 31       | 2        |
| París Saint-Germain Francia | 1.ª           | 2015-16       | 32      | 19      | 5       | 10                  | 4                   | 1                   | 10                       | 2                        | 0                        | 52       | 25       | 6        |
| París Saint-Germain Francia | 1.ª           | 2016-17       | 36      | 35      | 4       | 6                   | 6                   | 1                   | 8                        | 8                        | 1                        | 50       | 49       | 6        |
| París Saint-Germain Francia | 1.ª           | 2017-18       | 32      | 28      | 7       | 8                   | 5                   | 3                   | 8                        | 7                        | 1                        | 48       | 40       | 11       |
| París Saint-Germain Francia | 1.ª           | 2018-19       | 21      | 18      | 6       | 5                   | 3                   | 1                   | 7                        | 2                        | 2                        | 33       | 23       | 9        |
| París Saint-Germain Francia | 1.ª           | 2019-20       | 14      | 4       | 2       | 5                   | 2                   | 1                   | 3                        | 1                        | 0                        | 22       | 7        | 3        |
| París Saint-Germain Francia | Total club    | Total club    | 200     | 138     | 30      | 47                  | 32                  | 9                   | 54                       | 30                       | 4                        | 301      | 200      | 43       |
| Manchester United F. C. Inglaterra | 1.ª           | 2020-21       | 26      | 10      | 2       | 4                   | 1                   | 0                   | 9                        | 6                        | 3                        | 39       | 17       | 5        |
| Manchester United F. C. Inglaterra | 1.ª           | 2021-22       | 15      | 2       | 1       | 1                   | 0                   | 0                   | 4                        | 0                        | 1                        | 20       | 2        | 2        |
| Manchester United F. C. Inglaterra | Total club    | Total club    | 41      | 12      | 3       | 5                   | 1                   | 0                   | 13                       | 6                        | 4                        | 59       | 19       | 7        |
| Valencia C. F. · España | 1.ª           | 2022-23       | 25      | 5       | 2       | 3                   | 2                   | 0                   | —                        | —                        | —                        | 28       | 7        | 2        |
| Valencia C. F. · España | Total club    | Total club    | 25      | 5       | 2       | 3                   | 2                   | 0                   | —                        | —                        | —                        | 28       | 7        | 2        |
| C. A. Boca Juniors Argentina | 1.ª           | 2023          | —       | —       | —       | 10                  | 2                   | 0                   | 6                        | 1                        | 0                        | 16       | 3        | 0        |
| C. A. Boca Juniors Argentina | 1.ª           | 2024          | 17      | 4       | 1       | 16                  | 11                  | 1                   | 6                        | 5                        | 0                        | 39       | 20       | 2        |
| C. A. Boca Juniors Argentina | 1.ª           | 2025          | 15      | 2       | 2       | 1                   | 1                   | 0                   | 2                        | 0                        | 0                        | 18       | 3        | 2        |
| C. A. Boca Juniors Argentina | Total club    | Total club    | 32      | 6       | 3       | 27                  | 14                  | 1                   | 14                       | 6                        | 0                        | 73       | 26       | 4        |
| Total carrera | Total carrera | Total carrera | 536     | 282     | 57      | 102                 | 62                  | 11                  | 108                      | 61                       | 12                       | 746      | 405      | 85       |
| (1) Resaltados los goles que le proclamaron máximo goleador del campeonato. (2) Incluye datos de la Copa Artigas (2006); Copa Italia / Supercopa de Italia (2007-12); Copa de la Liga de Francia / Copa de Francia / Supercopa de Francia (2013-20); FA Cup / EFL Cup (2020-21); Copa de la Liga Profesional (2023-24) / Copa Argentina (2023-Act.) (3) Incluye datos de la Copa de la UEFA / Liga Europa de la UEFA (2007-13); Liga de Campeones de la UEFA (2011-23); Copa Libertadores (2023) y Copa Sudamericana (2024) (4) No incluye goles en partidos amistosos. |               |               |         |         |         |                     |                     |                     |                          |                          |                          |          |          |          |

### Selección nacional
| Selección | Temporada | Amistosos | Amistosos | Amistosos | Sudamérica(1) | Sudamérica(1) | Sudamérica(1) | Mundial(2) | Mundial(2) | Mundial(2) | Total | Total | Total  | Media goleadora |
| Selección | Temporada | Part.     | Goles     | Asist.    | Part.         | Goles         | Asist.        | Part.      | Goles      | Asist.     | Part. | Goles | Asist. | Media goleadora |
| --- | --------- | --------- | --------- | --------- | ------------- | ------------- | ------------- | ---------- | ---------- | ---------- | ----- | ----- | ------ | --------------- |
| Sub-20 · Uruguay | 2007      | —         | —         | —         | 9             | 7             | 2             | 4          | 2          | 0          | 13    | 9     | 2      | 0,69            |
| Sub-20 · Uruguay | Total     | 0         | 0         | 0         | 9             | 7             | 2             | 4          | 2          | 0          | 13    | 9     | 2      | 0,69            |
| Olímpica · Uruguay | 2012      | 3         | 4         | 0         | —             | —             | —             | 3          | 0          | 0          | 6     | 4     | 0      | 0,67            |
| Olímpica · Uruguay | Total     | 3         | 4         | 0         | 0             | 0             | 0             | 3          | 0          | 0          | 6     | 4     | 0      | 0,67            |
| Absoluta · Uruguay | 2008      | 3         | 1         | 0         | 1             | 0             | 0             | —          | —          | —          | 4     | 1     | 0      | 0,25            |
| Absoluta · Uruguay | 2009      | 2         | 0         | 1         | 6             | 0             | 1             | —          | —          | —          | 8     | 0     | 2      | 0,00            |
| Absoluta · Uruguay | 2010      | 6         | 6         | 3         | —             | —             | —             | 6          | 1          | 1          | 12    | 7     | 4      | 0,58            |
| Absoluta · Uruguay | 2011      | 7         | 1         | 3         | 6             | 1             | 2             | —          | —          | —          | 13    | 2     | 5      | 0,23            |
| Absoluta · Uruguay | 2012      | 3         | 2         | 0         | 6             | 1             | 1             | —          | —          | —          | 9     | 3     | 1      | 0,33            |
| Absoluta · Uruguay | 2013      | 2         | 0         | 0         | 9             | 4             | 1             | 4          | 3          | 1          | 15    | 7     | 2      | 0,47            |
| Absoluta · Uruguay | 2014      | 6         | 3         | 1         | —             | —             | —             | 4          | 1          | 1          | 10    | 4     | 2      | 0,40            |
| Absoluta · Uruguay | 2015      | 2         | 3         | 0         | 6             | 1             | 1             | —          | —          | —          | 8     | 4     | 1      | 0,50            |
| Absoluta · Uruguay | 2016      | 1         | 2         | 0         | 10            | 7             | 0             | —          | —          | —          | 11    | 9     | 0      | 0,82            |
| Absoluta · Uruguay | 2017      | 3         | 1         | 0         | 6             | 2             | 0             | —          | —          | —          | 9     | 3     | 0      | 0,33            |
| Absoluta · Uruguay | 2018      | 7         | 3         | 1         | —             | —             | —             | 4          | 3          | 0          | 11    | 6     | 1      | 0,55            |
| Absoluta · Uruguay | 2019      | 3         | 2         | 0         | 4             | 2             | 1             | —          | —          | —          | 7     | 4     | 1      | 0,57            |
| Absoluta · Uruguay | 2020      | —         | —         | —         | 2             | 1             | 0             | —          | —          | —          | 2     | 1     | 0      | 0,50            |
| Absoluta · Uruguay | 2021      | 3         | 0         | 0         | 4             | 2             | 0             | —          | —          | —          | 7     | 2     | 0      | 0,28            |
| Absoluta · Uruguay | 2022      | 3         | 4         | 0         | 4             | 1             | 0             | 3          | 0          | 0          | 10    | 5     | 0      | 1,00            |
| Total | Total     | 48        | 24        | 9         | 64            | 22            | 7             | 21         | 8          | 3          | 136   | 58    | 19     | 0,44            |
| (1) Incluye los partidos del Sudamericano Sub-20 (2007); Clasificatorias Sudamericanas / Copa América (2008-Act.) (2) Incluye los partidos de los Juegos Olímpicos (2012); Copa FIFA Confederaciones (2013); Copa del Mundo (2010-Act.) |           |           |           |           |               |               |               |            |            |            |       |       |        |                 |

### Resumen estadístico
| Competición             | Partidos | Goles | Promedio | Asistencias | Promedio | Goles y asistencias | Promedio |
| ----------------------- | -------- | ----- | -------- | ----------- | -------- | ------------------- | -------- |
| Primera División        | 504      | 276   | 0.55     | 54          | 0.11     | 330                 | 0.65     |
| Copas Nacionales        | 85       | 50    | 0.59     | 10          | 0.12     | 60                  | 0.71     |
| Torneos internacionales | 100      | 56    | 0.56     | 12          | 0.12     | 68                  | 0.68     |
| Selección absoluta      | 136      | 58    | 0.43     | 19          | 0.14     | 77                  | 0.57     |
| Selección olímpica      | 6        | 4     | 0.67     | 0           | 0        | 4                   | 0.67     |
| Selección sub-20        | 13       | 9     | 0.69     | 2           | 0.15     | 11                  | 0.85     |
| Total                   | 844      | 453   | 0.54     | 97          | 0.11     | 550                 | 0.65     |

### Hat-tricks
| 1  | 8 de octubre de 2010     | Bung Karno, Yakarta          | Indonesia - Uruguay                |  | 1 - 7 | Amistoso                         |
| 2  | 2 de diciembre de 2010   | Galgenwaard, Utrecht         | Utrecht - SSC Napoli               |  | 3 - 3 | UEFA Europa League 2010-11       |
| 3  | 9 de enero de 2011       | San Paolo, Nápoles           | SSC Napoli - Juventus              |  | 3 - 0 | Serie A 2010-11                  |
| 4  | 30 de enero de 2011      | San Paolo, Nápoles           | SSC Napoli - Sampdoria             |  | 4 - 0 | Serie A 2010-11                  |
| 5  | 3 de abril de 2011       | San Paolo, Nápoles           | SSC Napoli - Lazio                 |  | 4 - 3 | Serie A 2010-11                  |
| 6  | 18 de septiembre de 2011 | San Paolo, Nápoles           | SSC Napoli - Milan                 |  | 3 - 1 | Serie A 2011-12                  |
| 7  | 26 de septiembre de 2012 | San Paolo, Nápoles           | SSC Napoli - Lazio                 |  | 3 - 0 | Serie A 2012-13                  |
| 8  | 8 de noviembre de 2012   | San Paolo, Nápoles           | SSC Napoli - Dnipro Dnipropetrovsk |  | 4 - 2 | Liga Europa 2012-13              |
| 9  | 6 de enero de 2013       | San Paolo, Nápoles           | SSC Napoli - Roma                  |  | 4 - 1 | Serie A 2012-13                  |
| 10 | 5 de mayo de 2013        | San Paolo, Nápoles           | SSC Napoli - Internazionale        |  | 3 - 1 | Serie A 2012-13                  |
| 11 | 8 de mayo de 2015        | Parc des Princes, París      | París Saint-Germain - Guingamp     |  | 6 - 0 | Ligue 1 2014-15                  |
| 12 | 7 de mayo de 2016        | Stade Ange Casanova, Ajaccio | Ajaccio - París Saint-Germain      |  | 0 - 4 | Ligue 1 2015-16                  |
| 13 | 16 de septiembre de 2016 | Michel d'Ornano, Caen        | Caen - París Saint-Germain         |  | 0 - 6 | Ligue 1 2016-17                  |
| 14 | 11 de noviembre de 2018  | Stade Louis II, Mónaco       | Mónaco - París Saint-Germain       |  | 0 - 4 | Ligue 1 2018-19                  |
| 15 | 19 de enero de 2019      | Parc des Princes, París      | París Saint-Germain - Guingamp     |  | 9 - 0 | Ligue 1 2018-19                  |
| 16 | 3 de marzo de 2024       | Estadio Alberto J. Armando   | Boca Juniors - Belgrano            |  | 3 - 2 | Copa de la Liga Profesional 2024 |

## Libros
| Año  | Nombre                                       | Editorial |
| ---- | -------------------------------------------- | --------- |
| 2021 | La Luz de mi Nombre                          | La Rêve   |
| 2021 | Quello che ho nel cuore. Vita, calcio e fede | Mondadori |

## Palmarés

### Títulos nacionales
| Título                   | Club                | País    | Año     |
| ------------------------ | ------------------- | ------- | ------- |
| Campeonato Uruguayo      | Danubio             | Uruguay | 2006-07 |
| Copa Italia              | Napoli              | Italia  | 2011-12 |
| Ligue 1                  | París Saint Germain | Francia | 2013-14 |
| Copa de la Liga          | París Saint Germain | Francia | 2013-14 |
| Supercopa de Francia     | París Saint Germain | Francia | 2014    |
| Ligue 1 (2)              | París Saint Germain | Francia | 2014-15 |
| Copa de Francia          | París Saint Germain | Francia | 2014-15 |
| Copa de la Liga (2)      | París Saint Germain | Francia | 2014-15 |
| Supercopa de Francia (2) | París Saint Germain | Francia | 2015    |
| Ligue 1 (3)              | París Saint Germain | Francia | 2015-16 |
| Copa de Francia (2)      | París Saint Germain | Francia | 2015-16 |
| Copa de la Liga (3)      | París Saint Germain | Francia | 2015-16 |
| Copa de Francia (3)      | París Saint Germain | Francia | 2016-17 |
| Copa de la Liga (4)      | París Saint Germain | Francia | 2016-17 |
| Supercopa de Francia (3) | París Saint Germain | Francia | 2017    |
| Ligue 1 (4)              | París Saint Germain | Francia | 2017-18 |
| Copa de Francia (4)      | París Saint Germain | Francia | 2017-18 |
| Copa de la Liga (5)      | París Saint Germain | Francia | 2017-18 |
| Ligue 1 (5)              | París Saint Germain | Francia | 2018-19 |
| Supercopa de Francia (4) | París Saint Germain | Francia | 2019    |
| Ligue 1 (6)              | París Saint Germain | Francia | 2019-20 |
| Copa de Francia (5)      | París Saint Germain | Francia | 2019-20 |
| Copa de la Liga (6)      | París Saint Germain | Francia | 2019-20 |

### Títulos internacionales
| Título       | Selección | País      | Año  |
| ------------ | --------- | --------- | ---- |
| Copa América | Uruguay   | Argentina | 2011 |

### Distinciones individuales
| Distinción                                                | Año              |
| --------------------------------------------------------- | ---------------- |
| Máximo goleador del Sudamericano Sub-20                   | 2007             |
| Incluido en el Equipo Ideal de la Serie A                 | 2011, 2012, 2013 |
| Máximo goleador de la Copa Italia                         | 2012             |
| Máximo goleador de la Serie A                             | 2013             |
| Mejor delantero de la Serie A                             | 2013             |
| Guerin d'Oro                                              | 2013             |
| Máximo goleador de la Copa de la Liga de Francia          | 2014, 2015, 2017 |
| Incluido en el Equipo Ideal de la Ligue 1                 | 2014, 2017, 2018 |
| Máximo goleador de la Copa de Francia                     | 2015             |
| Mejor jugador de la Ligue 1                               | 2017             |
| Máximo goleador de la Ligue 1                             | 2017, 2018       |
| Incluido en el Equipo del año de la ESM                   | 2017             |
| Máximo goleador de las Eliminatorias Sudamericanas        | 2017             |
| Trofeo EFE                                                | 2018             |
| Golden Foot                                               | 2018             |
| MVP contra Portugal en la Copa Mundial de Fútbol de 2018. | 2018             |
| MVP contra Ecuador en la Copa América 2019                | 2019             |
| MVP contra Chile en la Copa América 2019                  | 2019             |
| Incluido en el Equipo Ideal de la Liga Europa de la UEFA  | 2021             |
| Máximo goleador de la Copa Argentina                      | 2024             |

### Otros homenajes
- 2017: el artista plástico salteño José Gallino realizó un mural en Salto, en homenaje a Cavani.[160]